# Nissan Skyline
Nissan Skyline (укр. Ніссан Скайлайн) — один з найбільш старих видів японських автомобілів — понад 50 років існує дана марка і значана кількість автомобілів було випущено під знаком "Skyline". Його виробництво почалося в 1955 появи Skyline ALSI-1 — автомобіля створеного Prince Motor Company.Дана компанія була створена в 1952 електромобільною компанією Тама, яка в свою чергу була заснована авіаційною компанією Tachikawa, вона будувала винищувачі в Другу світову війну, а в 1952 почала виробляти електричні автомобілі Tama. 
На честь імператора Японії Хірохіто, Tama була перейменована в Prince Motor Company і почала виробляти автомобілі з бензиновими двигунами замість електричних. Prince використовувала двигун, розроблений фахівцями Fuji Precision Industries, яка була створена авіаційної компанією Nakajima. В 1954 році відбулося об'єднання двох компаній: Prince Motor Company і Fuji Precision Industries. Всього випущено 13 поколінь цього автомобіля. Нинішня версія V37 також продається в Північній Америці, Україні, Росії, Південній Кореї та Тайвані під маркою Infiniti Q50.

## Історія

### ALSI

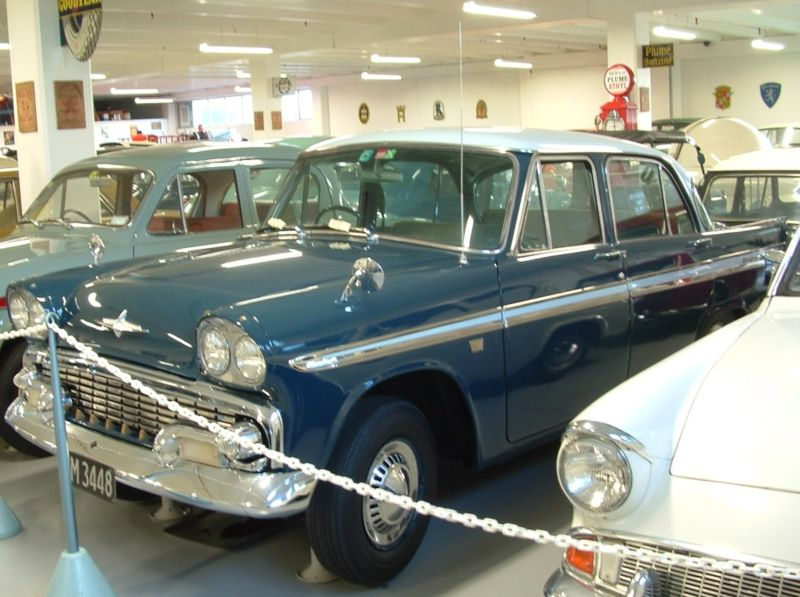
Prince Skyline ALSI-2

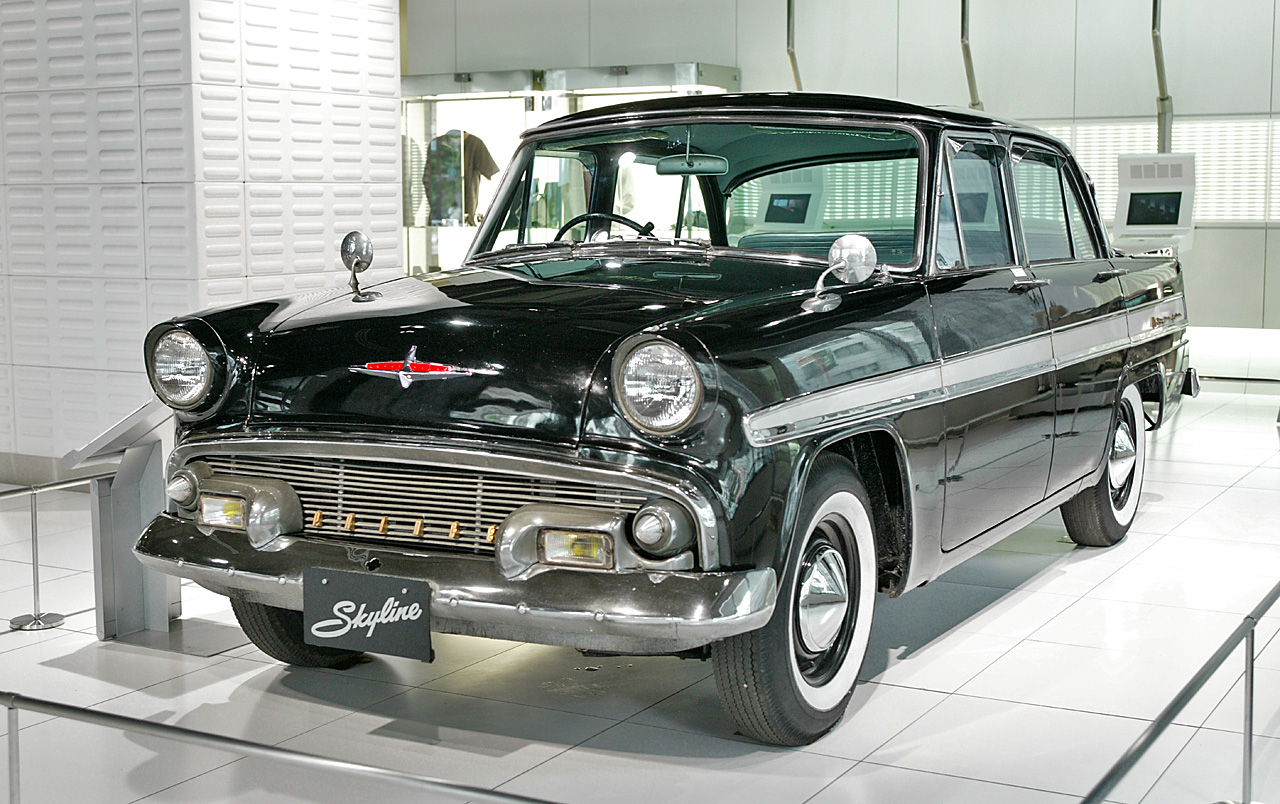
Prince Skyline ALSI-1

Перший Skyline із заводським позначенням ALSI-1 сходив з конвеєра з 1957 по 1963 під маркою Prince і за мірками Японії вважався розкішним автомобілем. Всього було продано 33759 екземплярів, в основному — з кузовами седан та універсал.
Автомобіль мав відверто «проамериканський» дизайн, оснащувався спочатку двигуном GA-30 об'ємом 1,5 л (1482 см³) і потужністю 60 к.с. (44 кВт), важив близько 1300 кг і розганявся до максимальної швидкості порядку 140 км/год. Конструктивно він був досить просунутим, наприклад мав залежну задню підвіску типу «Де Діон», яка сполучає задні колеса легкою балкою і має нерухомо закріплений редуктор головної передачі.
Модель була оновлена в 1958 році (ALSI-2), отримавши відповідно до останньої американської модою чотири фари головного світла, а також новий двигун GA-4 з клапанним механізмом OHV, який при незначній різниці робочого об'єму (1484 см³) вже мав потужність в 70 к.с. (52 кВт). 

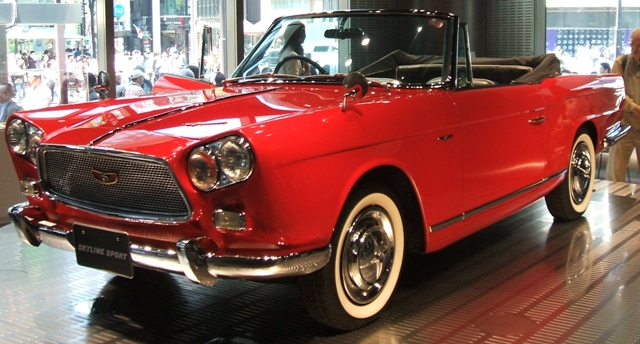
Prince Skyline Sport BLRA-3 поєднував елементи американського стайлінгу та італійського дизайну, не будучи безпосередньо пов'язаним стилістично з базовим седаном.

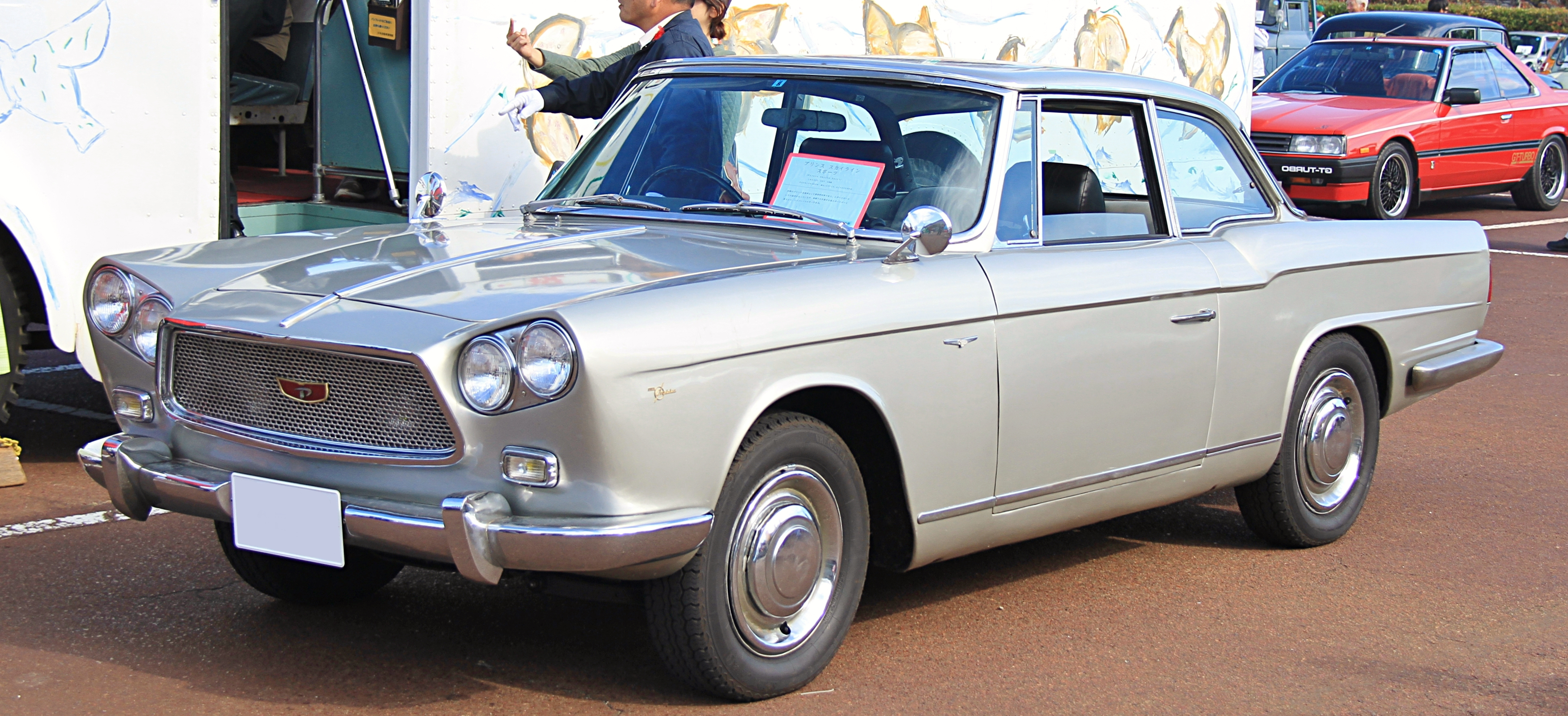
Prince Skyline Sport BLRA-3

Також з 1962 року вручну збиралися купе та кабріолет під найменуванням BLRA-3, з італійським дизайном від Giovanni Michelotti і двигуном GB-30 об'ємом 1,9 л потужністю 96 к.с. (72 кВт). Випущено їх за два роки було зовсім небагато, всього 60 штук, що пояснюється серед іншого ціною в 1,85 мільйона ієн — приблизно вдвічі дорожче звичайного серійного «Скайлайн 1500», проте цю модель (як і інші моделі фірми «Prince») часто можна побачити в японських фільмах тих років виробництва кіностудії Toho завдяки активній роботі фірмової групи з продакт-плейсмент.

### S50

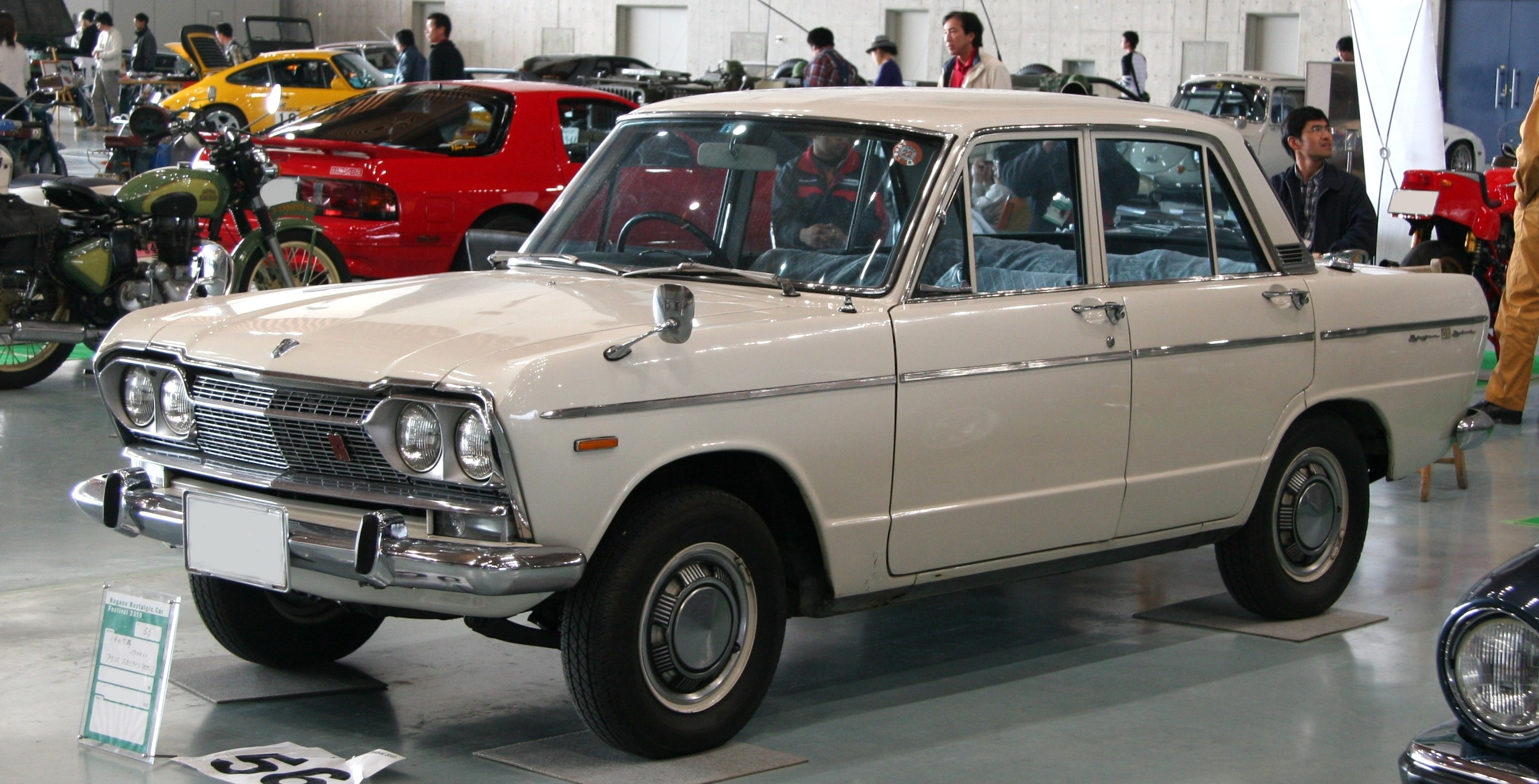
Prince Skyline S50

Серія S50 і її модифікації випускалися тільки з кузовом седан, з 1962 по 1968 р. Всього продано 114 238 автомобілів. 
Skyline S50 оснащувався мотором G-1 об'ємом 1,5 л потужністю 70 к.с. (52 кВт), який являв собою модернізований GA-4. Також був доступний двигун об'ємом 1,9 л (91 к.с.).

#### S54
В 1964 році Prince створює гоночний Skyline GT з 6-циліндровим двигуном G-7 від Gloria S40, через що колісну базу довелося збільшити на 20 сантиметрів. На 2-му гран-прі Японії в класі GT-II він займає місця з 2 по 6. 
Завдяки успіху гоночної машини на японський ринок виходить Prince 2000GT (також з назвами GT-A, GT-B, S54A і S54B). Модель була доступна з 2 двигунами: 
- S54A: 2,0 л (1988 см³) 6 циліндрів, 106 к.с. (78 кВт)
- S54B: 2,0 л (1988 см³) 6 циліндрів, 127 к.с. (94 кВт)

Версія B оснащувалася трьома карбюратор ами Weber 40DCOE-18, диференціалом який самоблокується, 5-ступінчастою механічною коробкою передач і потужними гальмами.

#### S57
В 1967 р. Skyline S50 був модернізований і отримав індекс S57. На нього встановлювався двигун G15 об'ємом 1,5 л (1487 см³) з двома кулачковими валами, який, розвивав 88 к.с. (66 кВт) і був на той час найпотужнішим японським мотором в своєму класі.

### C10

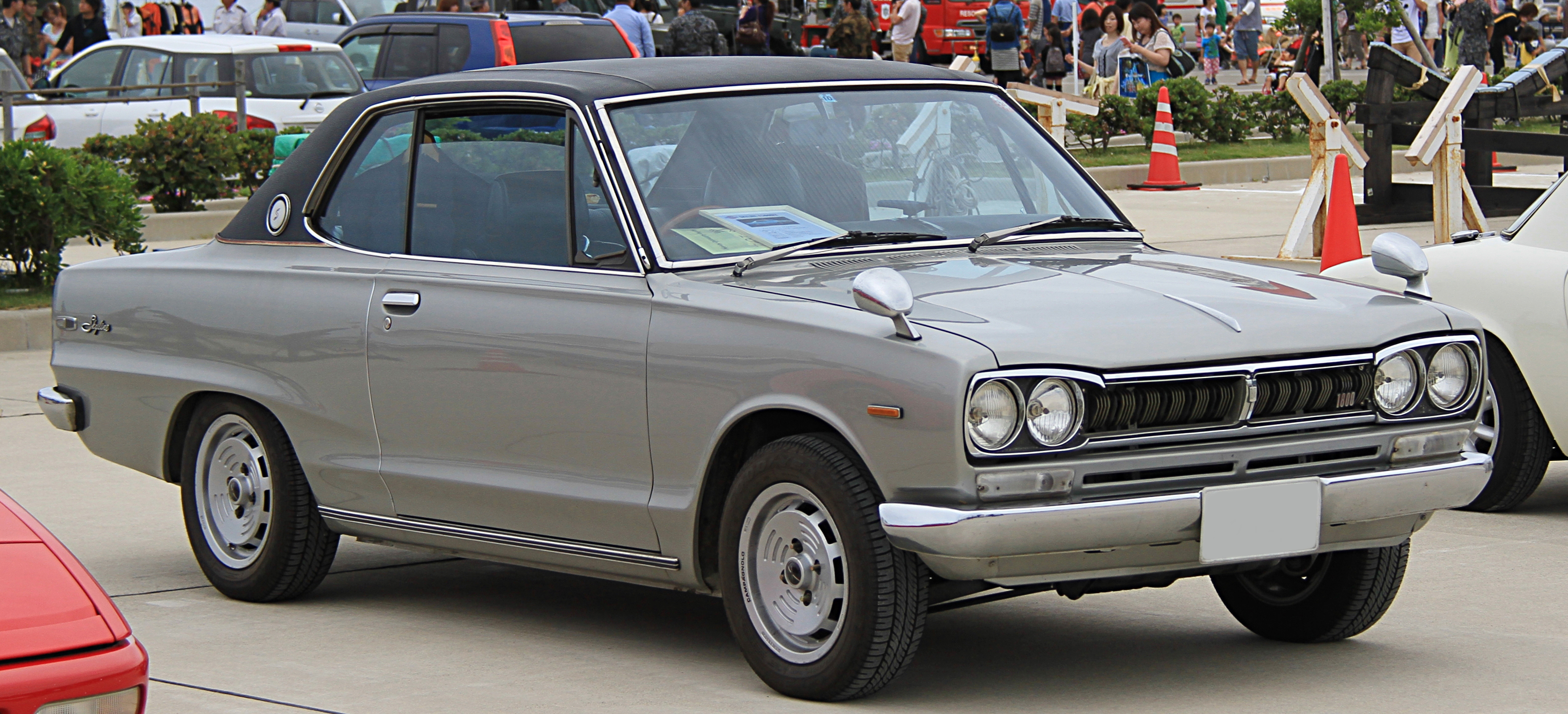
Nissan Skyline Hardtop 1500DX

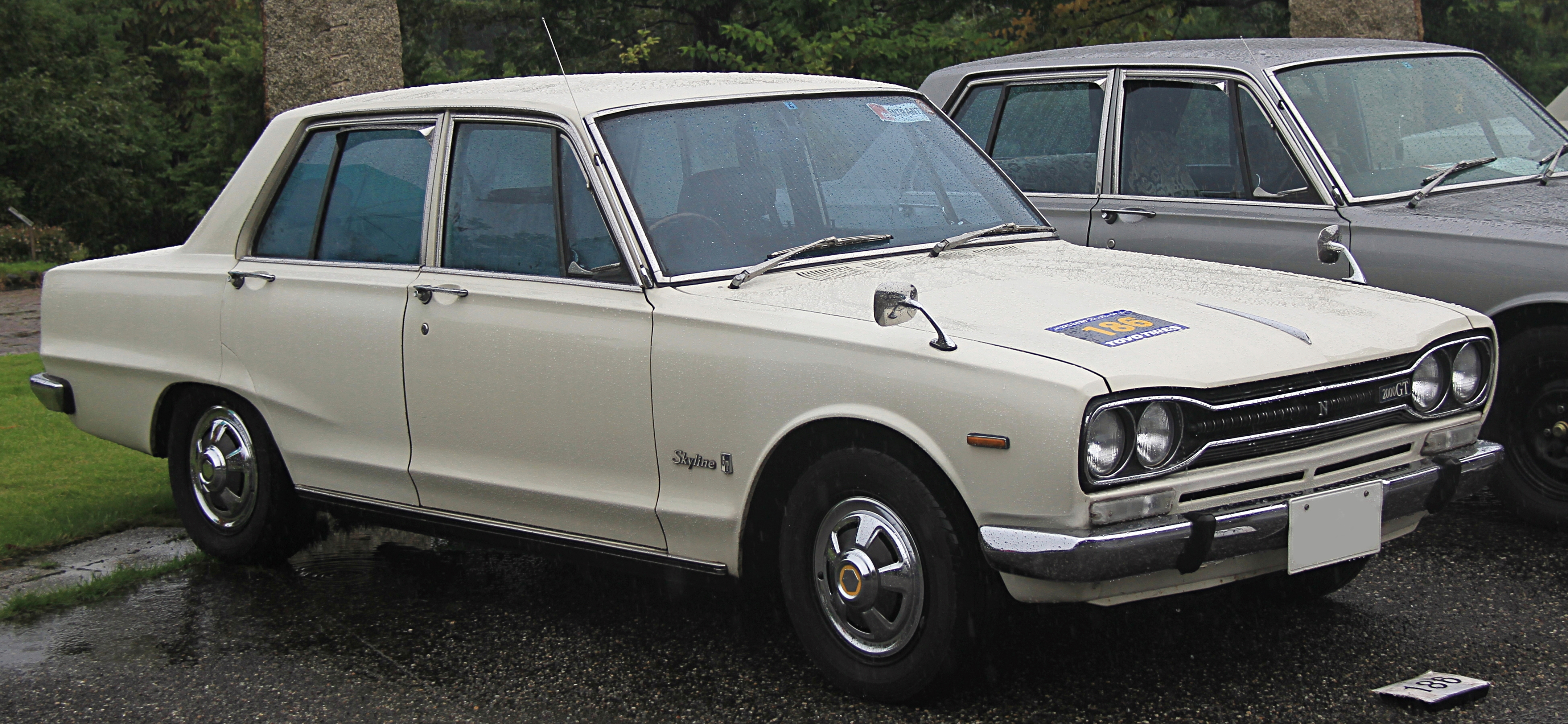
Nissan Skyline 2000GT

C10 була першою серією, що вийшла після покупки Prince Motors «Ніссаном». Випускалася з 1968 по 1972, всього продано 310447 автомобілів. На Skyline C10 встановлювали 1,5-літровий двигун G15 (як на S57) і 1,8-літровий G18. Крім седана, випускалися універсал і купе-хардтоп (з 1970).
Шасі цієї серії було спеціально спроектоване з урахуванням встановлення 6-циліндрового двигуна, щоб уникнути проблем, що виникли при створенні S54. Така версія, 2000GT з рядним 6-циліндровим двигуном об'ємом 2,0 л L20 і потужністю 105 к.с. (78 кВт) з'являється через рік.

#### GT-R
Перший Skyline GT-R був випущений в лютому 1969 з кузовом седан (індекс PGC-10). Купе (KPGC-10) з'явилося в березні 1971. Вони оснащувалися дволітровими 6-циліндровими двигунами S20 потужністю 160 к.с. (118 кВт), що було на рівні найкращих спорткарів того часу.
Skyline GT-R чудово проявив себе в автоспорті. Менш, ніж за 2 роки на седані було здобуто 33 перемоги у різних перегонах, а завдяки купе це число було доведено до 50 до 1972 року. GT-R не поступався таким автомобілям, як: Toyota 1600 GT5, Isuzu Bellett GTR, Mazda Familia (R100) і Capella (RX-2) і навіть Porsche. У кінці 1971 серйозним суперником для GT-R стала нова Mazda RX-3. GT-R став також улюбленою машиною стрітрейсерів.
Моделі:
- 1500 - 1,5 л G15 L4, 95 к.с.
- 1800 - 1,8 л G18 L4, 105 к.с.
- 2000GT - 2,0 л L20 L6, 120 к.с.
- 2000GT-R - 2,0 л S20 L6, 160 к.с.

### C110

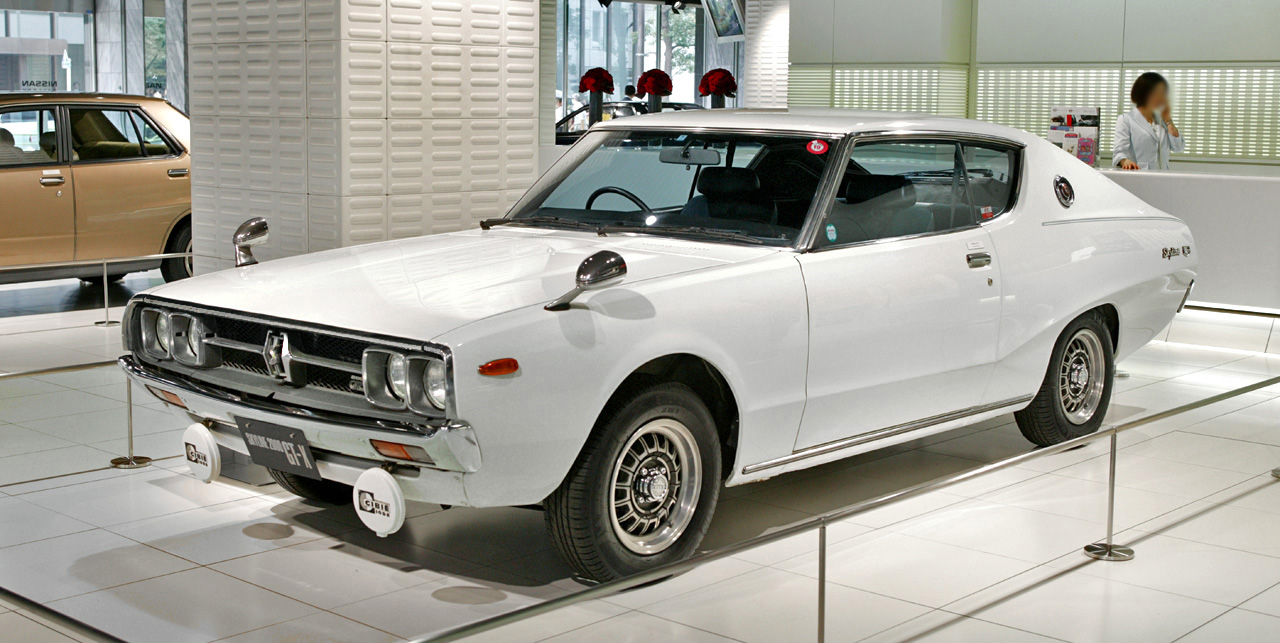
Nissan Skyline C111 2000 GTX-E

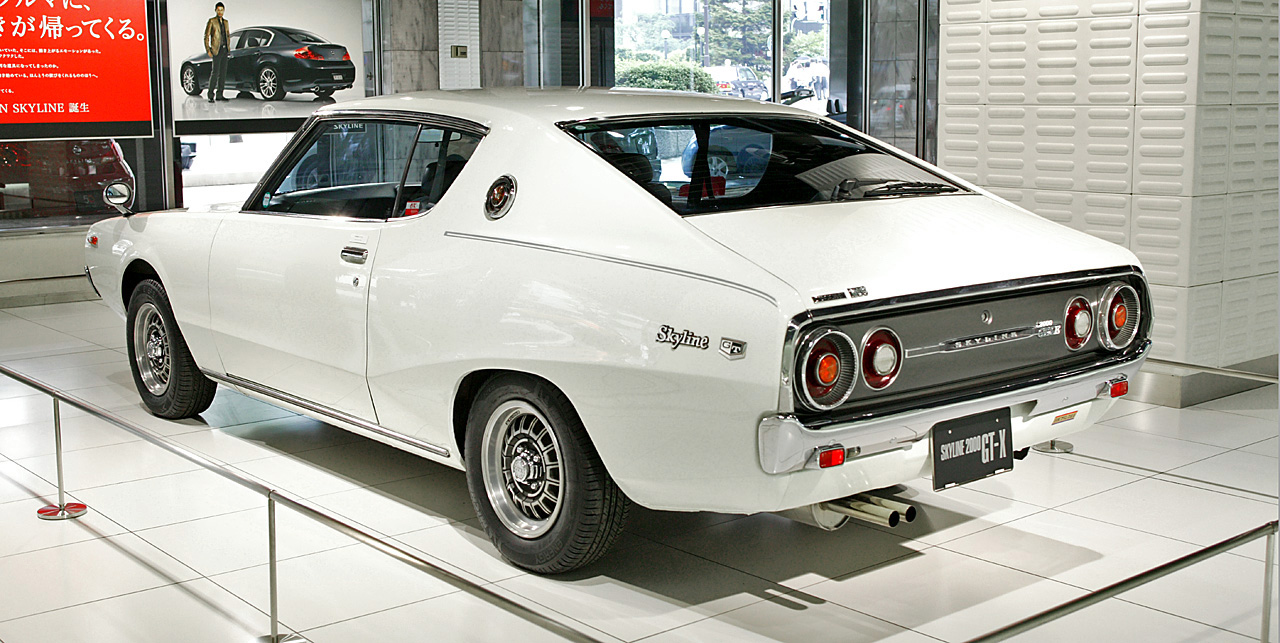
Nissan Skyline C111 2000 GTX-E

Skyline C110 випускався з 1972 по 1977 р., всього було продано 670 562 машин. Експортувався під ім'ям Datsun K-series (Datsun 160K, 180K і 240K). Варіанти типів кузова не змінилися: 4-дверний седан, 2-дверне купе-хардтоп і універсал. Починаючи з серії C110, машини мають круглі задні ліхтарі, що згодом стало фірмовою рисою Nissan Skyline, аж до серії V35.

#### GT-R
Skyline GT-R хардтоп з'явився у вересні 1972, але вже в березні 1973 виробництво було зупинено через нафтову кризу. Люди вважали за найкраще купувати економічні машини, тож продажі спорткарів різко впали. Nissan залишив автоспорт. Тільки 197 GT-R було продано в Японії. Наступне покоління GT-R з'явилося тільки через 16 років, в 1989.
Моделі:
- 1600GT - 1,6 л G16 L4
- 1800GT - 1,8 л G18 L4
- 2000GT-X - 2,0 л L20 L6, 130 к.с.
- 2000GT-R - 2,0 л S20 L6, 160 к.с.

### C211

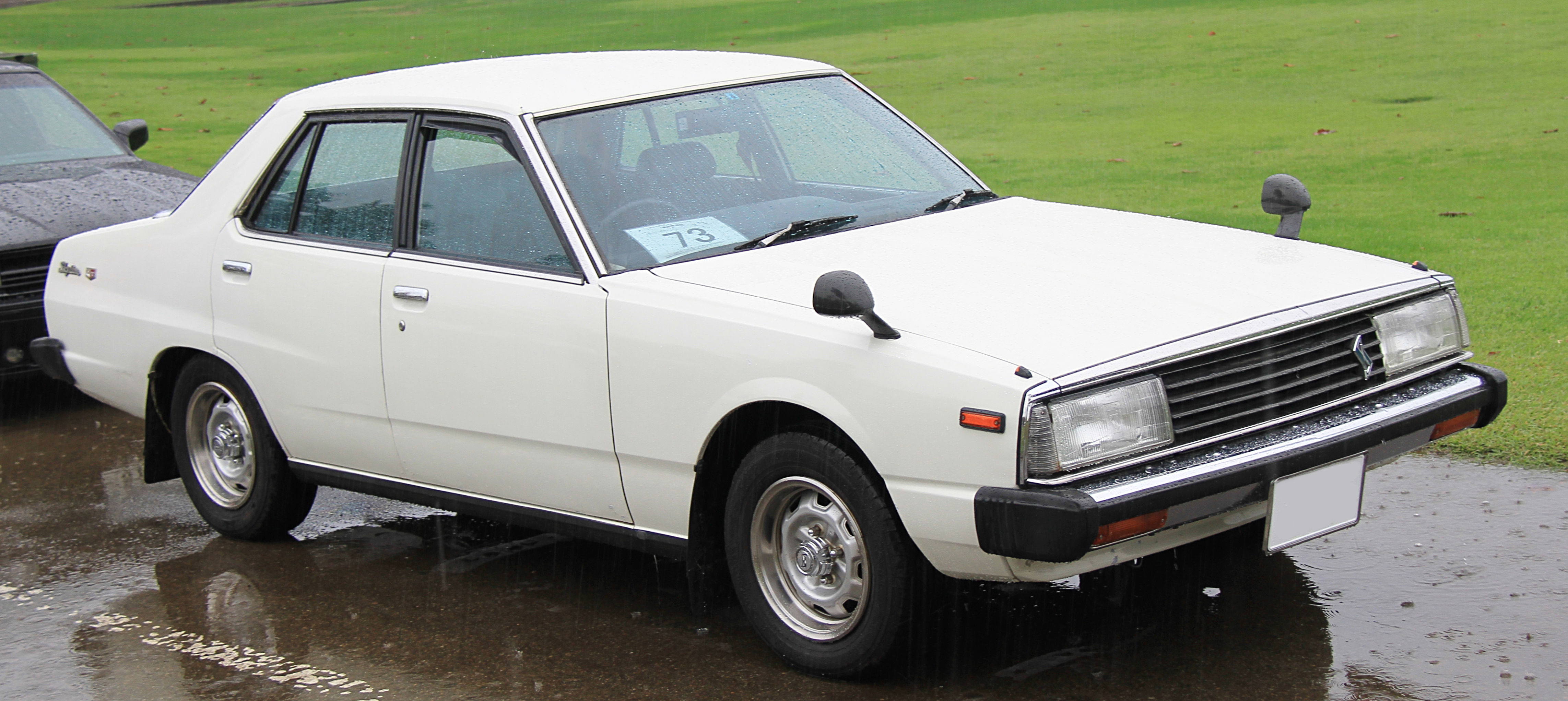
Nissan Skyline C211 2000 GT-EL

Модель випускалася з 1977 до 1981 року, було продано 539 727 машин. За кордоном, як і раніше, продавалися під маркою Datsun (240K/280K і 240C/280C). Всі автомобілі комплектувалися рядними 4-х і 6-циліндровими двигунами. Версія GT-EX з турбокомпресорним двигуном L20ET і стала заміною GT-R. Це був перший серійний японський автомобіль з турбо-двигуном.
Моделі:
- 1600TI - 1,6 л L16 L4, 95 к.с.
- 1800TI - 1,8 л L18 L4, 115 к.с.
- 2000GT - 2,0 л L20 L6, 130 к.с.
- 2000GT-EX - 2,0 л L20ET турбо L4, 145 к.с.

### R30

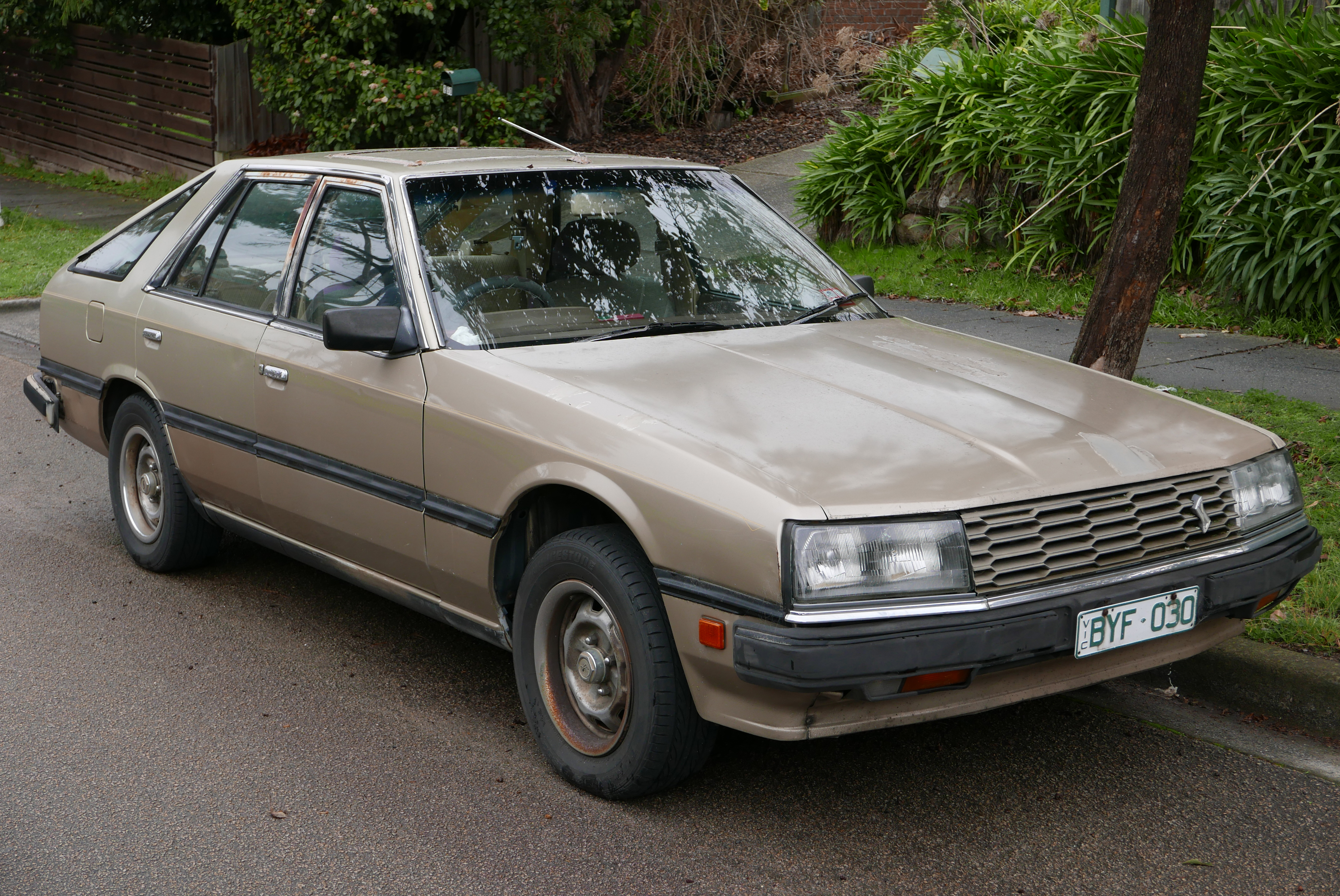
Nissan Skyline R30

Модель випускалася з серпня 1981 до 1985 року, продано 406432 машини. Базувалася на платформі C31 Laurel. Всього було 26 модифікацій даної моделі. R30 — єдине покоління Skyline, пропонується з кузовом типу 5-дверний хетчбек. Як і раніше випускалися 2-дверний хардтоп, 4-дверний седан і універсал. У гамі двигунів з'явилися 6-циліндровий мотор об'ємом 2,8 літра LD28 і 16-клапанний 4-циліндровий FJ20 з 2 кулачковими валами.
У серпні 1983 було проведено фейсліфт моделі, в рамках якого оновлено інтер'єр і деякі кузовні деталі. Дискові гальма на всіх колесах включені в стандартну комплектацію. 4-циліндровий двигун Z18S поступився місцем новому CA18E.
У тому ж році було випущено обмежену серію Paul Newman Version на честь актора Пола Ньюмана, який співпрацював з компанією в кінці 70-х — початку 80-х років.

#### RS

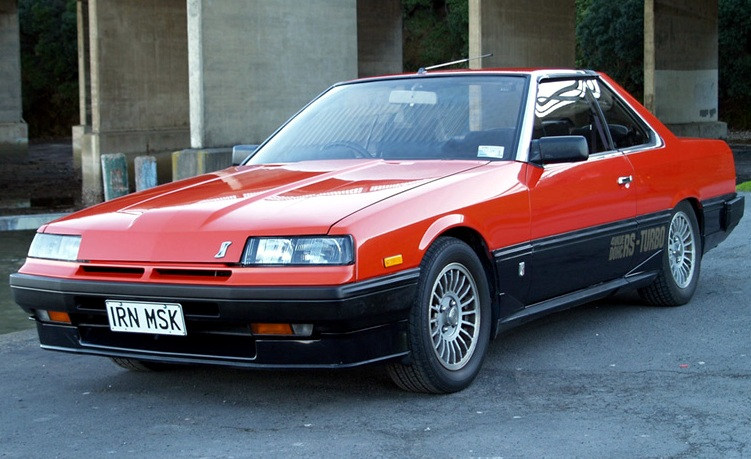
Nissan Skyline DR30

У жовтні 1981 року починається виробництво полегшеної спортивної версії 2000RS (офіційний індекс DR30) з 4-циліндровим 16-клапанним двигуном FJ20E, що розвивав 150 к.с. На цю модифікацію не ставилися багато опції, відповідальні за комфорт, і її споряджена маса становила всього 1130 кг. У лютому 1983 року з'являється 2000RS Turbo з турбонаддувним двигуном FJ20ET потужністю 190 к.с.
Наступна модернізація припала на 1984 рік, найбільш значущими змінами були установка інтеркулера і зміна ступеня стиснення на моделі з двигуном FJ20ET, перейменованої тепер у RS-X Turbo C. Потужність була збільшена до 205 к.с. при 6400 об / хв, крутний момент до 245 Нм при 4400 об/хв.
Досі Skyline DR30 залишається культовим автомобілем у Японії, де проводяться гонки за участю тільки цієї моделі.
Моделі: 
- 1800TI- 1,8 лZ18S SOHC I4, 105 к.с. (77 кВт), пізні моделі 1,8 лCA18SSOHC I4, 105 к.с. (77 кВт)
- 2000TI- 2,0 лZ20E SOHC I4
- 280D GT- 2,8 лLD28 SOHC I6 Дизель
- 2000GT і  Passage- 2,0 л L20E SOHC I6
- 2000GT Turbo,  Passage і Paul Newman Version - 2,0 л L20ET turbo I6, 140 к.с. (103 кВт, 206 Нм)
- RS — 2,0 л FJ20E DOHC I4, 150 к.с. (112 кВт, 181 Н · м)
- RS-X і RS-X Turbo C — 2,0 л FJ20ET DOHC turbo I4, від 190 до 205 к.с. (від 140 до 151 кВт, від 225 до 245 Нм)

### R31

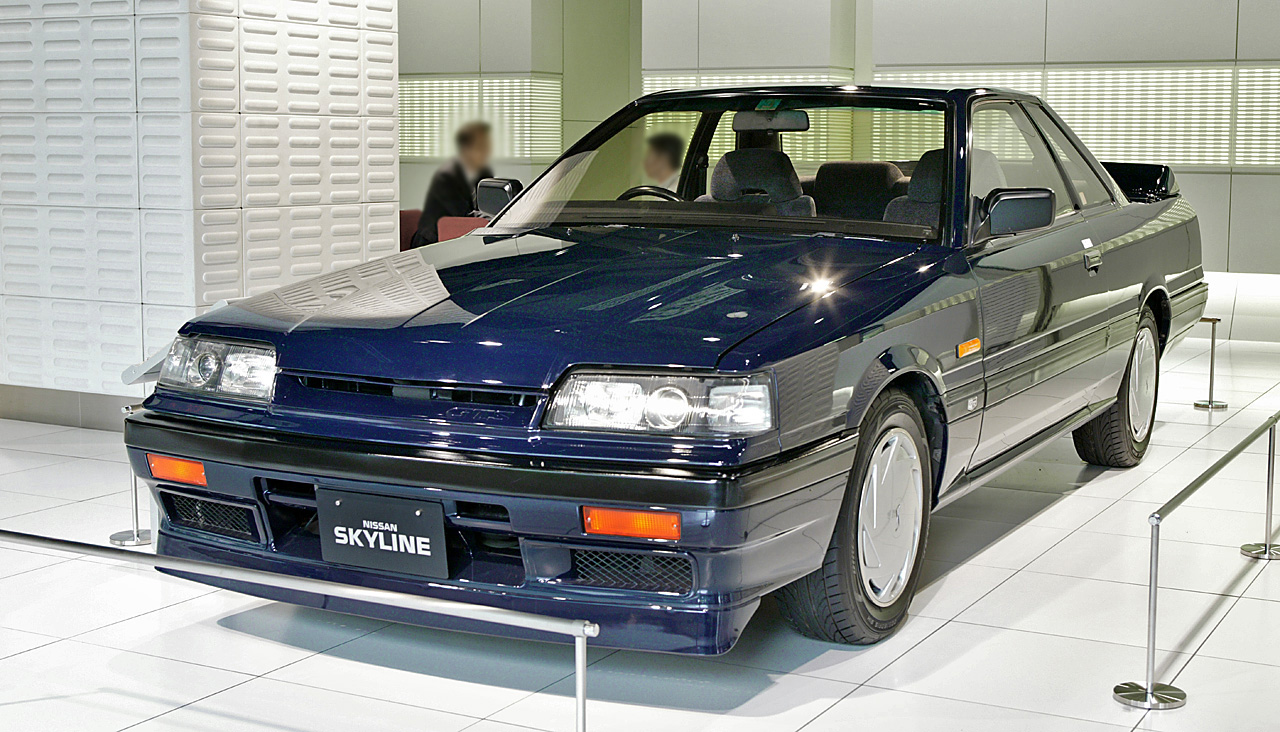
Nissan Skyline R31 2000 GTS-R

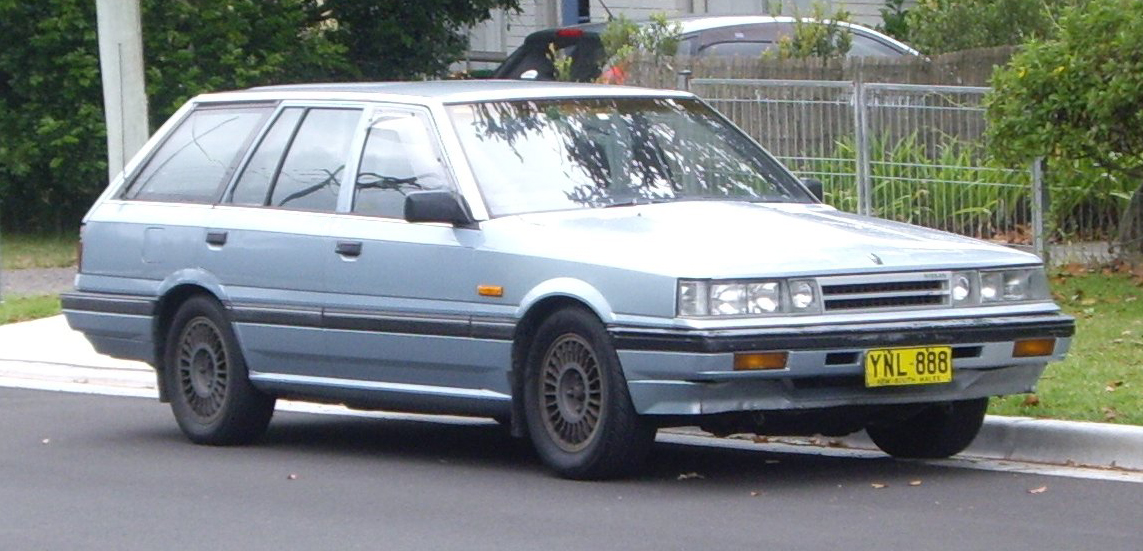
Nissan Skyline (R31) GX station wagon

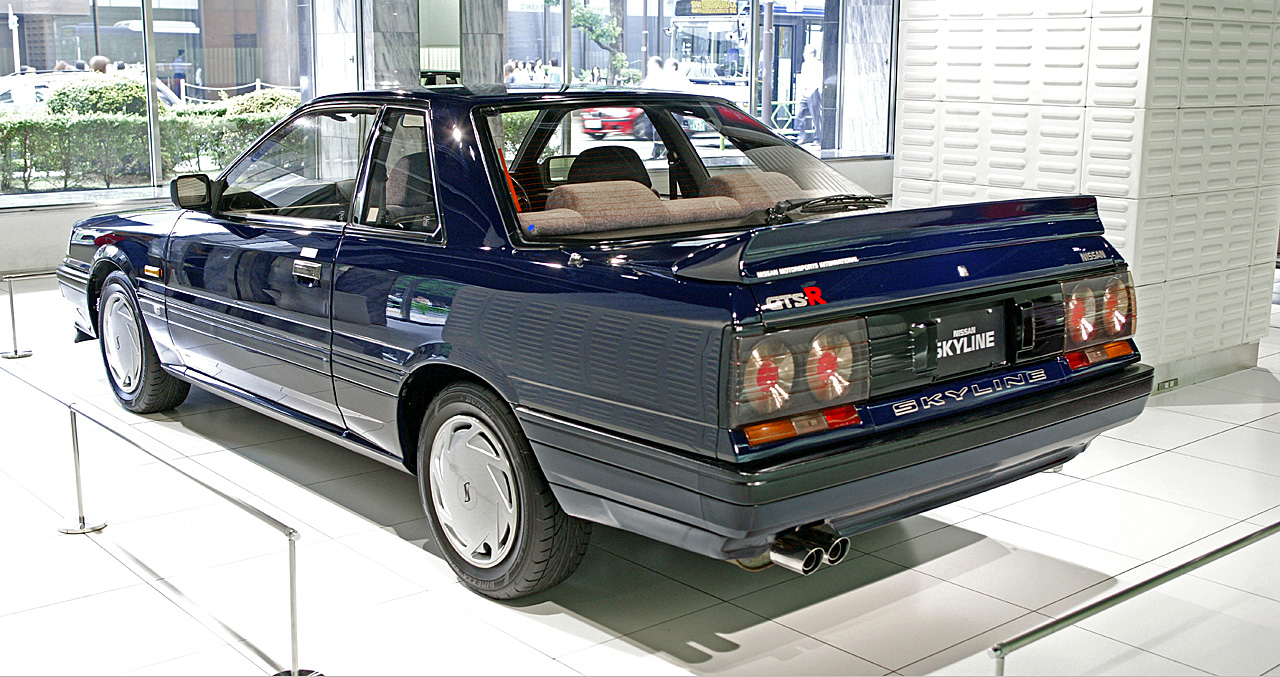
Nissan Skyline R31 2000 GTS-R

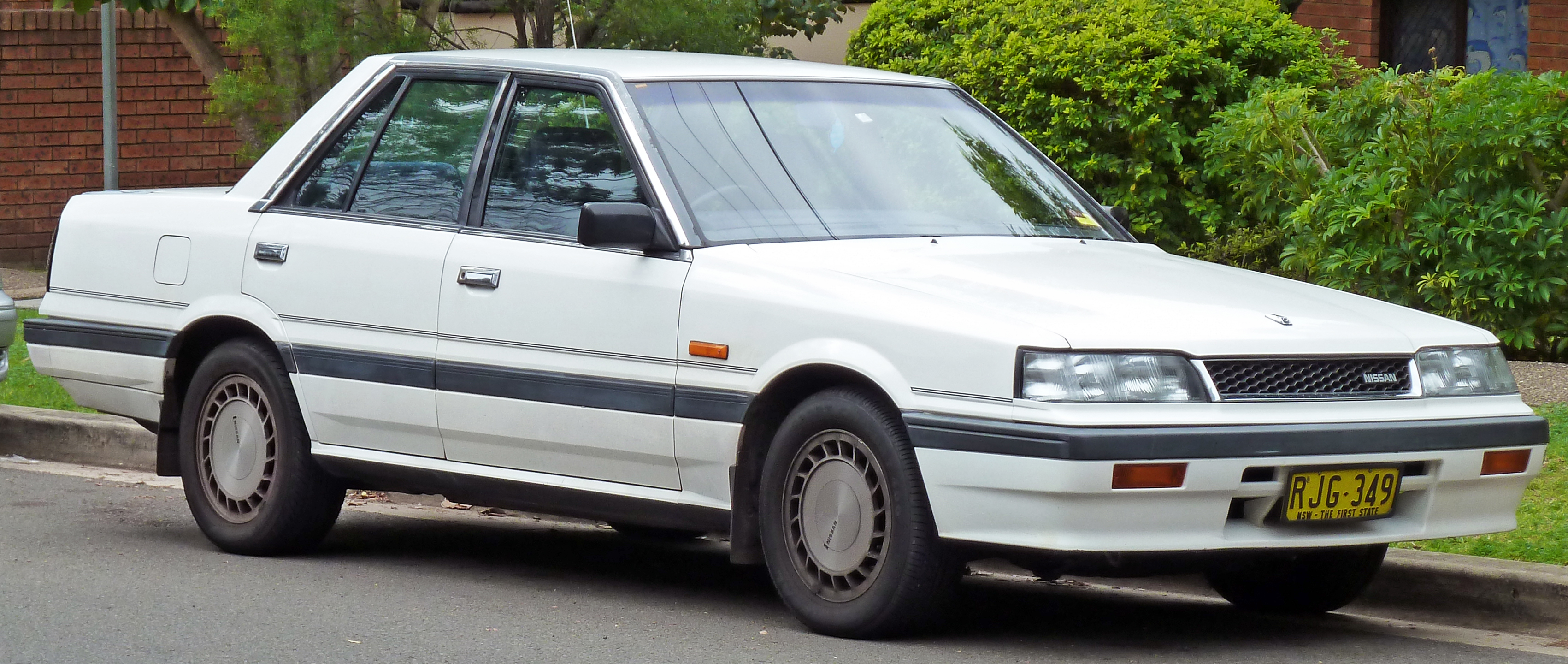
Nissan Skyline (R31) Ti

Наступне покоління моделі, що отримало індекс R31, випускалося з 1985 до 1989 з кузовами седан, седан-хардтоп, купе і універсал. Всього було продано 309 716 автомобілів. 
На цій моделі було застосовано декілька нових технічних рішень, таких як двигуни серії RB з системою впорскування палива й HICAS (англ. High Capacity Active Steering) — система, що забезпечує при впливі кермом поворот не тільки передніх , але і задніх коліс за допомогою гідравліки, завдяки чому поліпшується керованість автомобіля при заносі і збільшується безпечна швидкість проходження поворотів. Серія R31 була єдиною, коли випускався 4-дверний хардтоп. Ця версія називалася Passage GT.
Крім Японії, модель випускалася й продавалася в Австралії і в Південній Африці.

#### GTS-R
Найзарядженішою версією R31 було купе HR31 GTS-R з двигуном RB20DET-R. Від звичайного RB20DET двигун відрізнявся ефективнішими турбокомпресором і інтеркулером, що дозволяли збільшити потужність до 210 к.с.. Всього було випущено 800 машин.
Моделі (Японія):
- 1800I- 1,8 л CA18 (i) SOHC I4, 100 к.с. (75 кВт)
- Passage GT-D — 2,8 л DieselRD28SOHC I6, 92 к.с. (68 кВт, 173 Н · м)
- Passage GT — 2,0 л RB20DEDOHC I6, 155 к.с. (114 кВт)
- Passage GT — 2,0 л RB20DESOHC I6, 130 к.с. (99 кВт)
- Passage GT Turbo — 2,0 л RB20DETDOHC turbo I6, 180 к.с. (133 кВт, 225 Н · м)
- GTS — 2,0 л RB20DEDOHC I6, 155 к.с. (114 кВт)
- GTS Turbo — 2,0 л RB20DETDOHC I6, 180 к.с. (133 кВт, 225 Н · м)
- GTS-X — 2,0 л RB20DETDOHC turbo I6, 190 к.с. (141 кВт, 240 Н · м)
- GTS-R — 2,0 л RB20DET-RDOHC turbo I6, 210 л. з. (154 кВт, 245 Н · м)
- GTS Autech — 2,0 л RB20DET-RDOHC turbo I6, 210 к.с . (154 кВт, 245 Н · м)

### R32

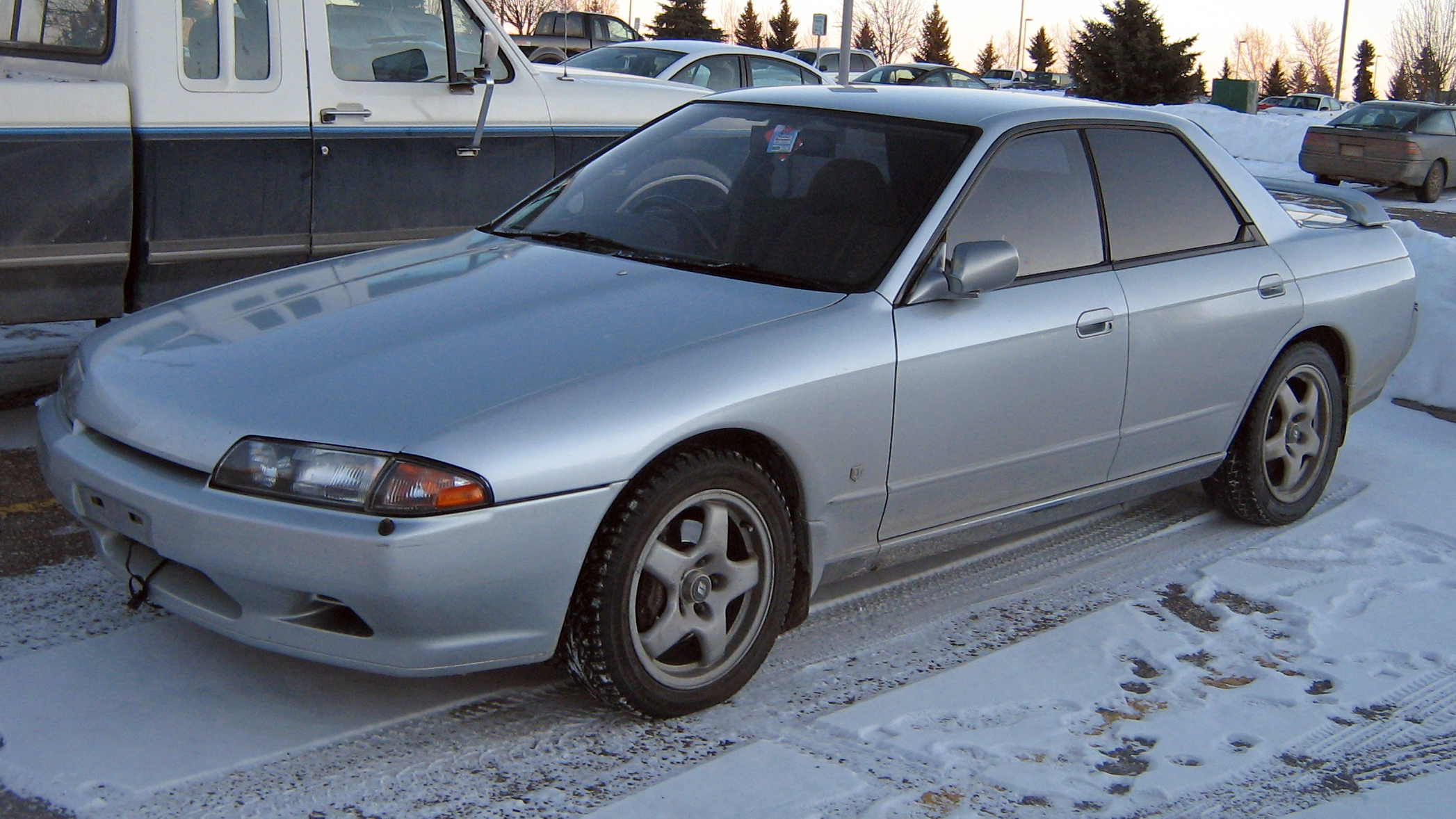
Nissan Skyline GTS R32

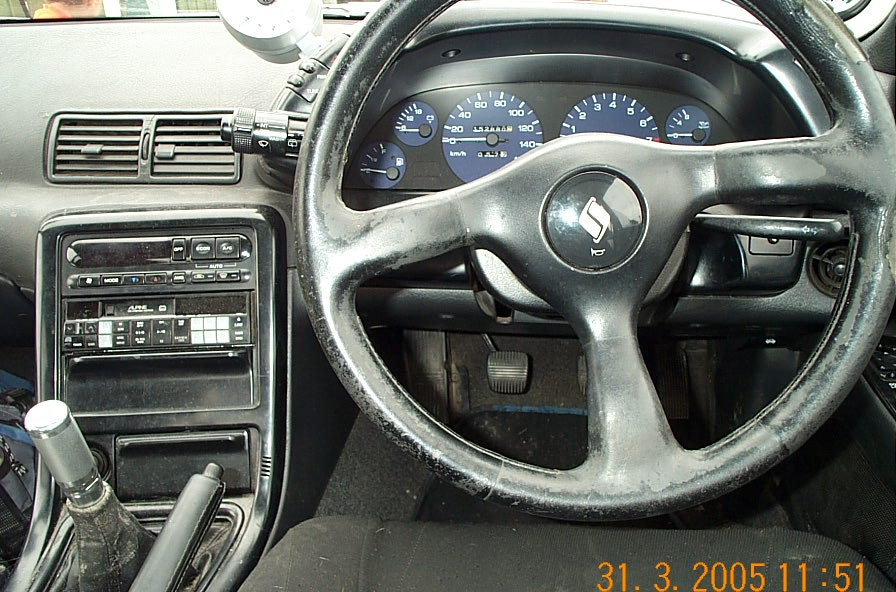
Nissan Skyline R32

Восьме покоління Skyline, з індексом R32, з'явилося в травні 1989 р. Всього було продано 296 087 автомобілів. У порівнянні з попереднім поколінням, було скорочено кількість можливих типів кузова — залишилися тільки 4-дверний седан і 2-дверне купе.
Автомобілі комплектувалися модернізованими 6-циліндровими рядними двигунами серії RB і 4-циліндровими CA для базової версії GXi. Більшість моделей оснащувалися системою HICAS. Версія з двигуном об'ємом 2,5 л стала одним з перших японських автомобілів з 5-ступінчастою автоматичною трансмісією. Система ABS пропонувалася як опція (за винятком версії GT-R), віскомуфта LSD в задньому диференціалі була в стандартній комплектації для всіх моделей з турбонаддуванням і в списку опція для решти версій крім GXi.
На платформі Skyline також випускалися моделі A31 Cefiro та C33 Laurel.
Моделі: 
- GXi Type-X — 1,8 л CA18iI4, 91 к.с (67 кВт)
- GTE Type-X — 2,0 л RB20EI6, 125 к.с (93 кВт, 172 Н · м )
- GTS Type-X, S, J — 2,0 л RB20DEI6 155 к.с (115 кВт, 184 Н · м)
- GTS-25 Type-X, S, XG — 2,5 л RB25DEI6, 180 к.с (132 кВт , 231 Н · м)
- GTS-t Type-M — 2,0 л RB20DETturbo I6, 212 к.с (158 кВт, 263 Н · м)
- GTS-4 — 2,0 л RB20DETturbo I6, 212 к.с (158 кВт, 263 ; Н · м)
- GTS-4 (Autech) — 2,6 л RB26DEI6, 225 к.с (169 кВт)

#### GT-R

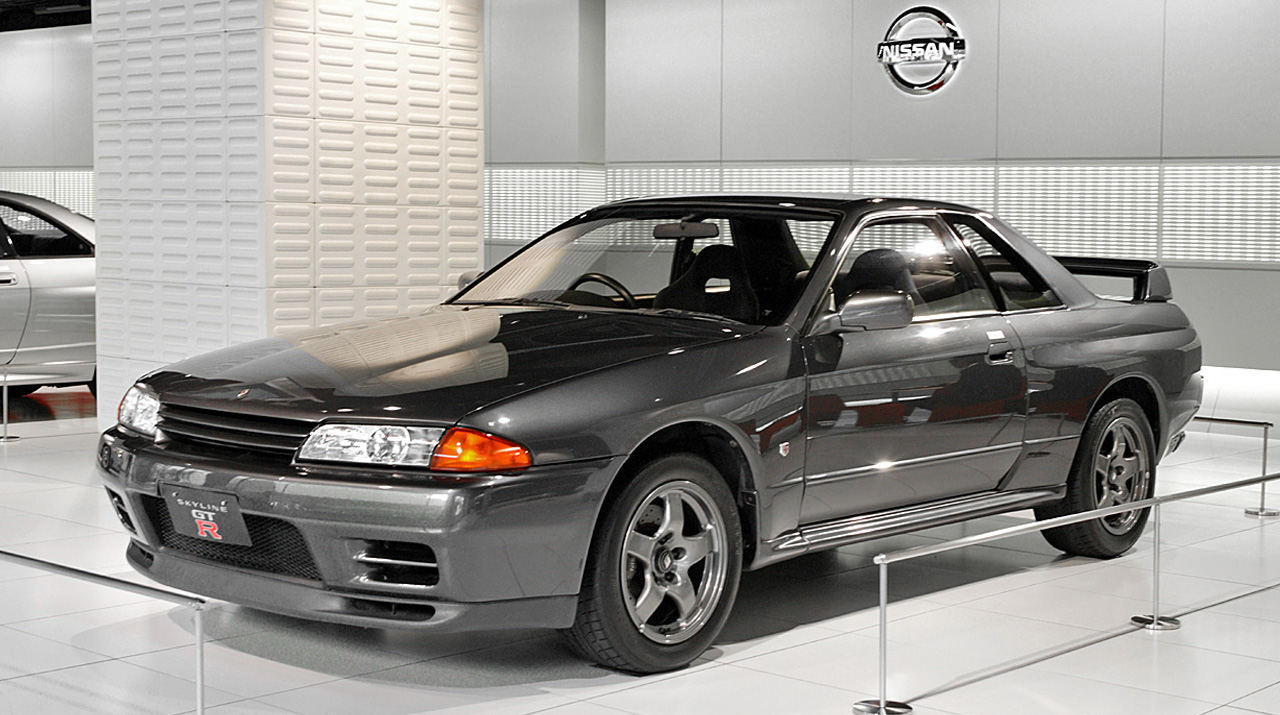
Nissan Skyline R32 GT-R

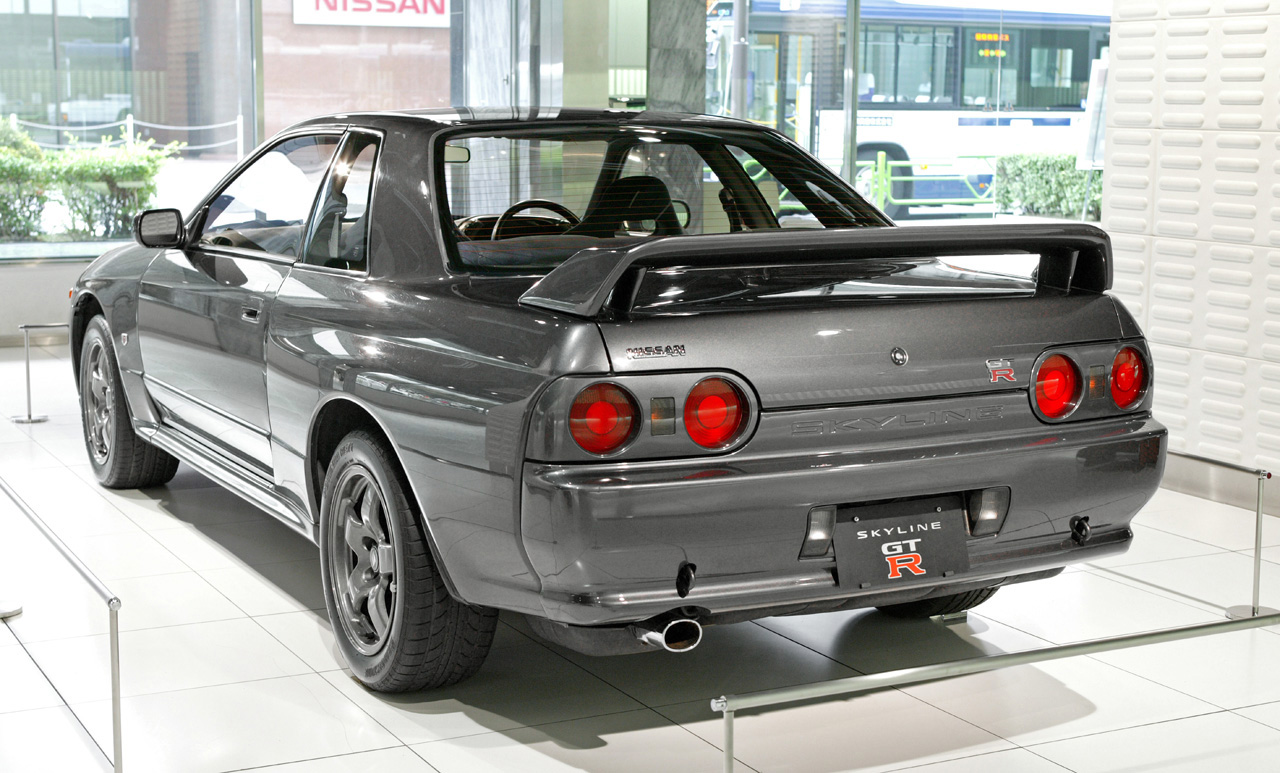
Nissan Skyline R32 GT-R

Справжнім успіхом виявилося повернення в 1989 році версії GT-R (BNR32), спроектованої відповідно до вимог FIA для гоночних автомобілів Групи А.
Вона була оснащена електронною системою повного приводу 4WD  ATTESA ETS (англ. Advanced Total Traction Engineering System for All Electronic Torque Split). Її особливістю було те, що при появі пробуксовки задніх коліс, підключалися передні колеса, яким передавалося близько 50% крутного моменту, що дозволяло компенсувати втрати при пробуксовці. В основі ж автомобіль залишався задньопривідним. Система HICAS, що отримала приставку Super, була модернізована і управлялася вже за допомогою електроніки. 6-циліндровий мотор об'ємом 2,6 літра RB26DETT мав дві турбіни, що дозволяло досягати потужності в 500 к.с. при офіційних 276 (максимальна потужність за джентльменською угодою японських автовиробників).
Здобувши в кільцевому чемпіонаті JTCC 29 перемог в 29 гонках, вигравши 4 чемпіонату поспіль з 1990 по 1993 роки і поставивши новий рекорд часу проходження Північної петлі Нюрбургринга для серійних машин, автомобіль довів свою перевагу.
Спочатку відповідно до омологаційних вимог на GT-R встановлювалися 16-дюймові колеса, що обмежувало розмір і ефективність гальмівних дисків. Після змін в гоночному регламенті, які дозволили використання 17-дюймових коліс, у лютому 1993 року була випущена версія GT-R V-spec (від англ. victory, перемога) з 17" колесами BBS і збільшеними гальмівними механізмами Brembo. Автомобіль також отримав активний задній диференціал. Роком пізніше випущена V-Spec II, що відрізнялася ширшими шинами.
Моделі: 
- GT-R — 2,6 л RB26DETT twin-turbo I6, 280 к.с. (206 кВт, 368 Нм)
- NISMO
- V-Spec
- V-Spec II

### R33

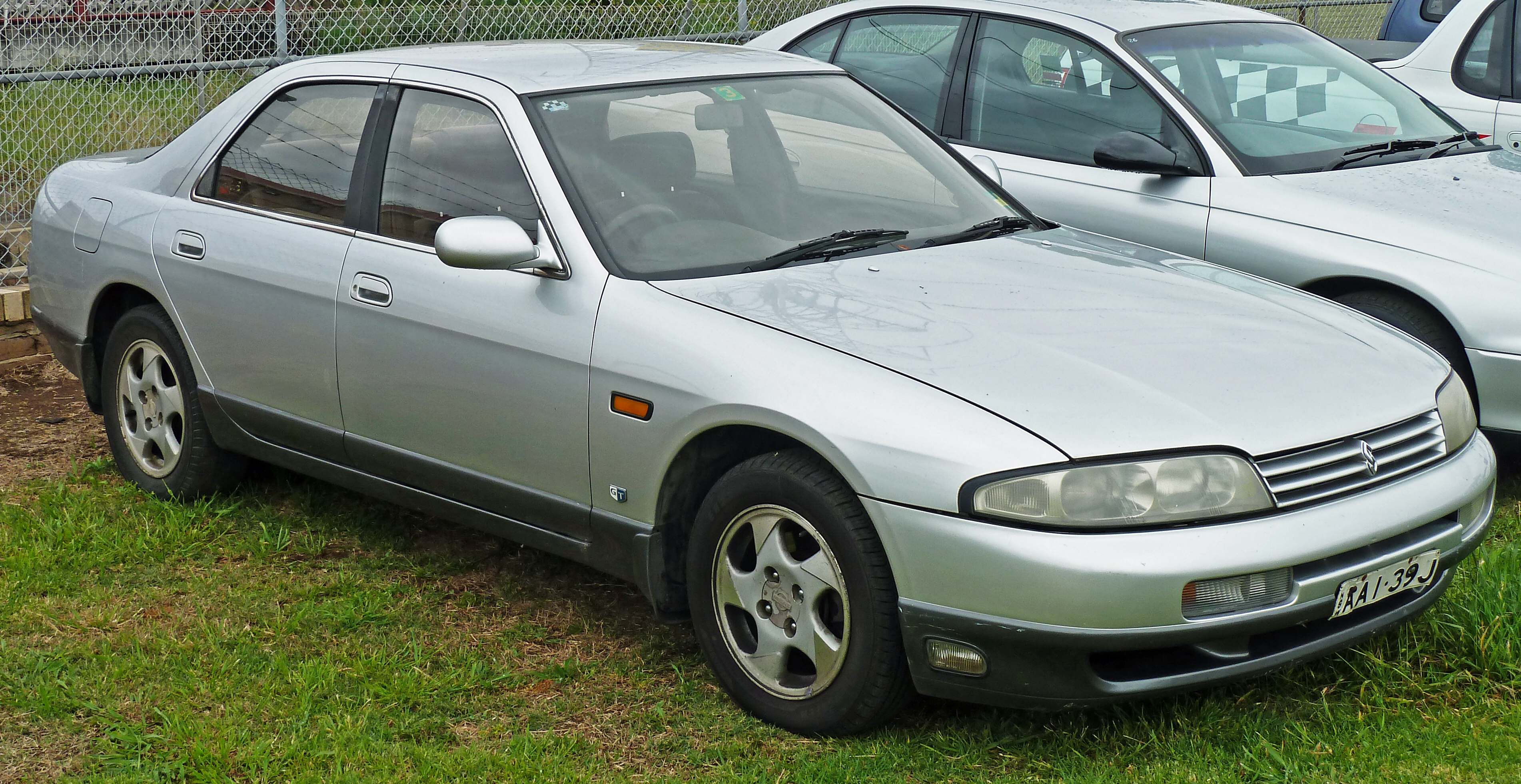
Nissan Skyline R33 седан

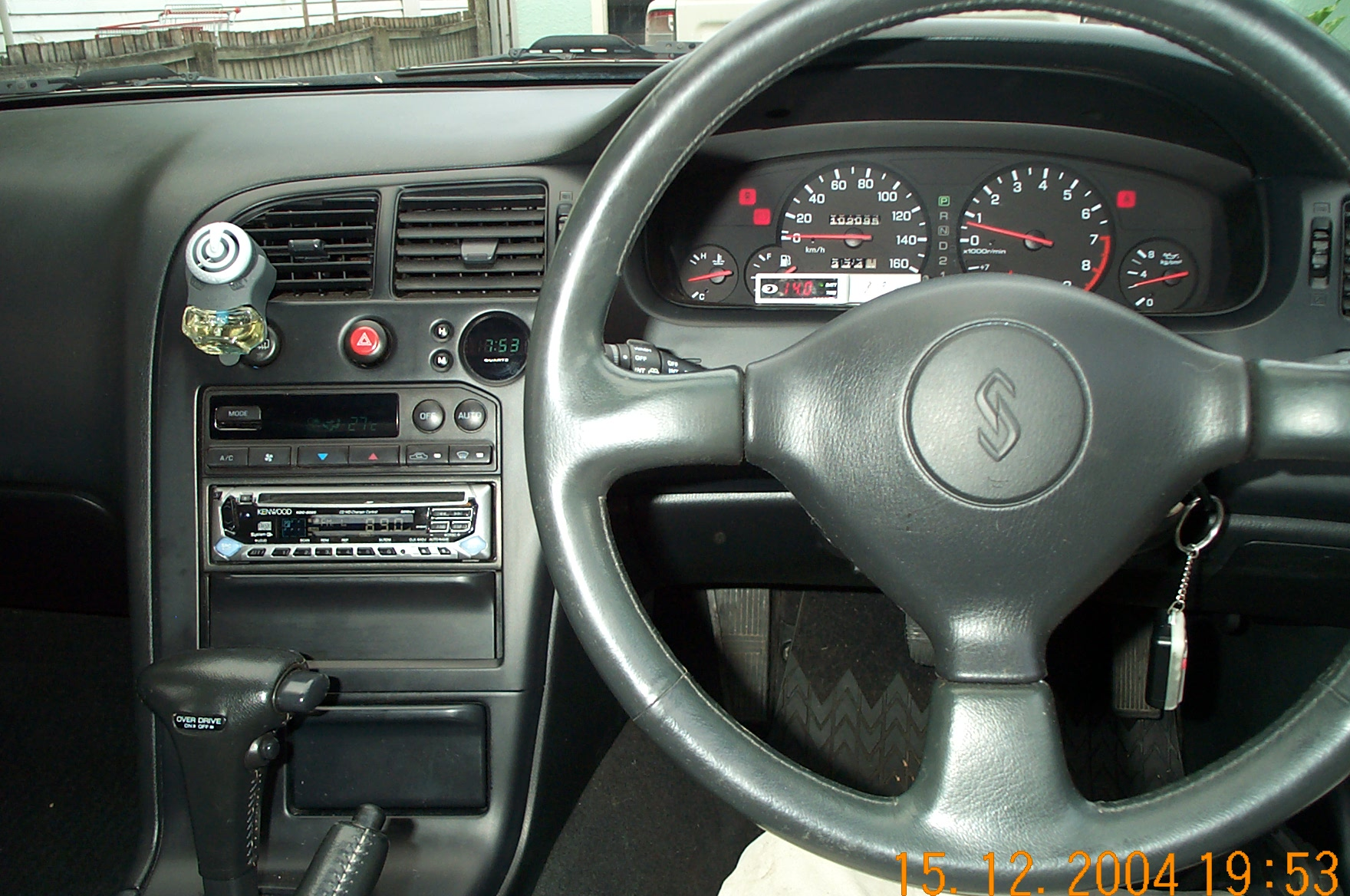
Nissan Skyline R33

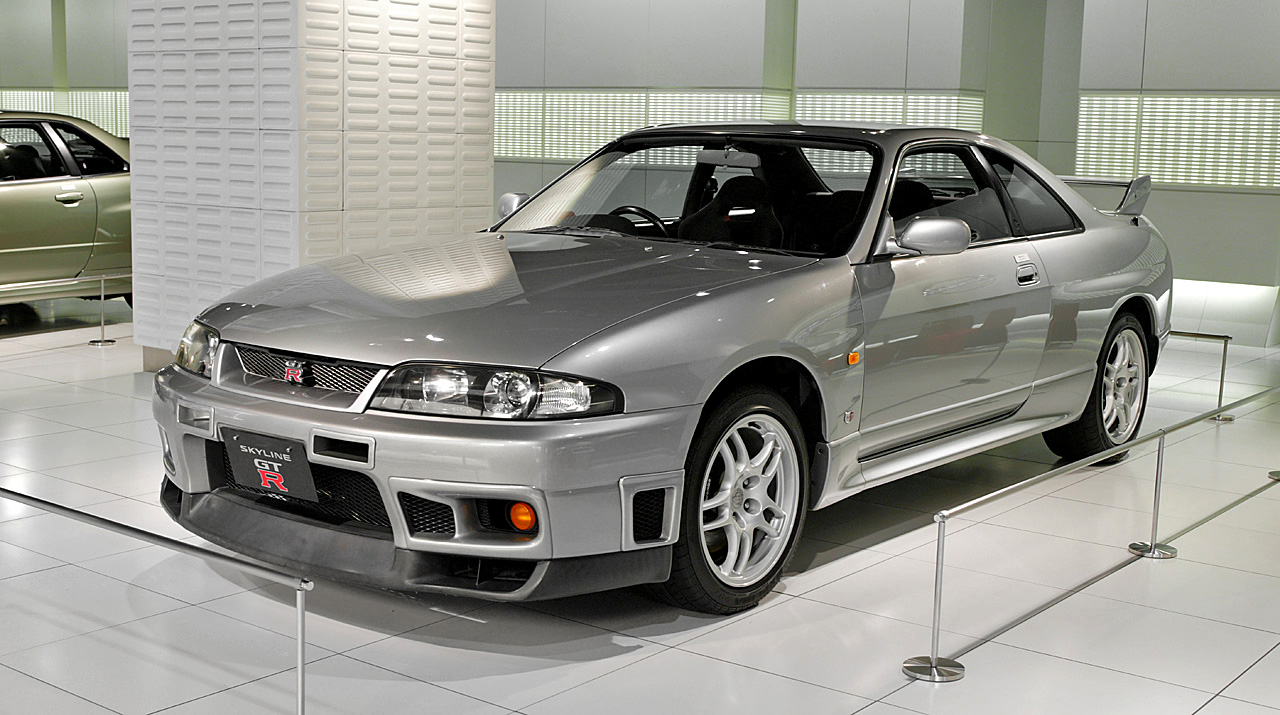
Nissan Skyline R33 GT-R

У серпні 1993 року базова модель Skyline переживає чергове переродження, на світ з'являється 9-е за рахунком покоління. Тим не менше, Skyline GT-R продовжує випускатися і продаватися в варианті моделі R32. Тільки в січні 1995 року відбувається заміна серійного номера на BCNR33.
Починаючи з R33, на Skyline більше не встановлювали 4-циліндрові двигуни. Базовим мотором тепер була 2-літрова «шістка» RB20E. 
Двигуни RB25DE і RB25DET були із змінними фазами газорозподілу. Як і на R32, всі автоматичні трансмісії на версіях з двигуном об'ємом 2,5 л без турбонаддува були 5-ступінчастими, всі 2-літрові і версія з 2,5 літровим тубомотором оснащувалися 4-ступінчастим «автоматом». Деякі модифікації комплектувалися новою версією системи Super HICAS.
З 1996 року на базі R33 випускався універсал Stagea. У 1996 році були виконані незначні удосконалення, після чого в 1997 році здійснена часткова заміна модельного ряду. Усього до 1998 року було випущено 217 133 машин. 
Моделі: 
- HR33 GTS — 2,0 лRB20ESOHC I6, 130 к.с. (96 кВт, 172 Н · м)
- ER33 GTS25 — 2,5 лRB25DEDOHC I6, 190 к.с. (140 кВт, 231 Н · м)
- ENR33 GTS-4 — 2,5 лRB25DEDOHC I6, 190 к.с. (140 кВт, 231 Н · м) 4WD
- ECR33 GTS25T — 2,5 лRB25DETDOHC turbo I6, 250 к.с. (184 кВт, 294 Н · м)

#### GT-R
Зміни в порівнянні з R32 носили еволюційний характер і стосувалися в основному ходової частини. Машина оснащувалася двигуном моделі RB26DETT зі збільшеним обертовим моментом і такою самою максимальною потужністю, повнопривідна модифікація V-spec була обладнана системою розподілу крутного моменту між осями  ATTESA E-TS pro, куди входив диференціал підвищеного тертя LSD і антиблокувальна система. В моторному відсіку та багажнику було встановлено розпірки стійок підвіски. Машина, як і раніше відрізнялася великогабаритним переднім бампером з широким прорізом, конфігурацією передніх крил у стилі «blister fender» і заднім спойлером грізного вигляду з регульованим кутом атаки. У модельному ряді з'явилася модифікація LM limited, кузов якої був пофарбований в яскраво-блакитний колір, і версія Autech з 4-дверним кузовом, випущена обмеженою серією до 40-річного ювілею моделі.
Моделі: 
- GT-R — 2,6 лRB26DETTDOHC twin-turbo I6, 305 к.с. (224 кВт, 375 Н · м) (за паспортом 280 к.с) 4WD
- GT-R LM — 2,6 лRB26DETTDOHC twin-turbo I6, 305 к.с. (224 кВт)
- NISMO 400R — 2,8 лRBX-GT2DOHC twin-turbo I6, 400 к.с. (294 кВт, 478 Н · м) 4WD
- 4 Dr.GT-R Autech.version- 2,6 лRB26DETTDOHC twin-turbo I6 , 305 к.с. (224 кВт, 375 Н · м) (за паспортом 280 к.с) 4WD

### R34

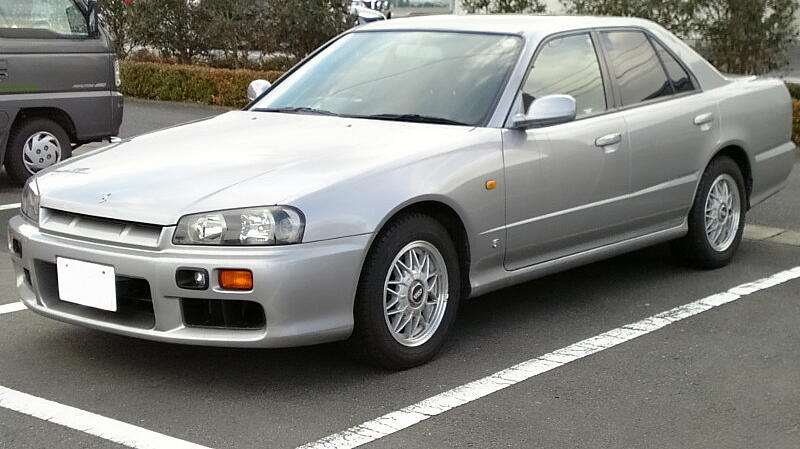
Nissan Skyline R34

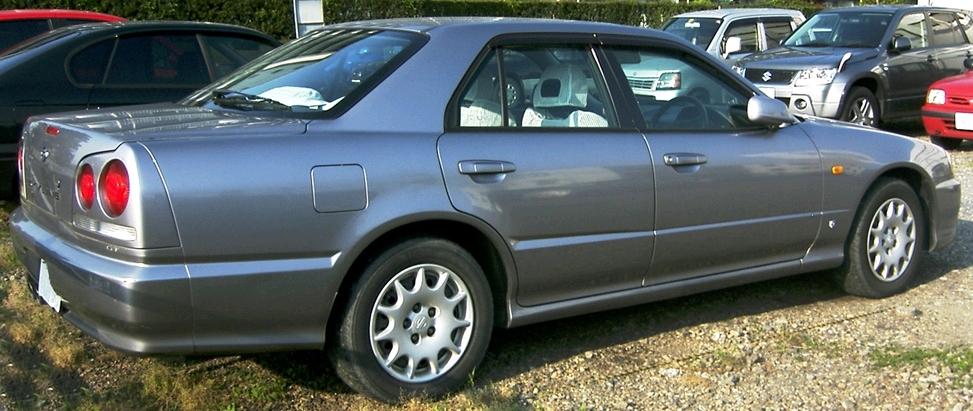
Nissan Skyline R34

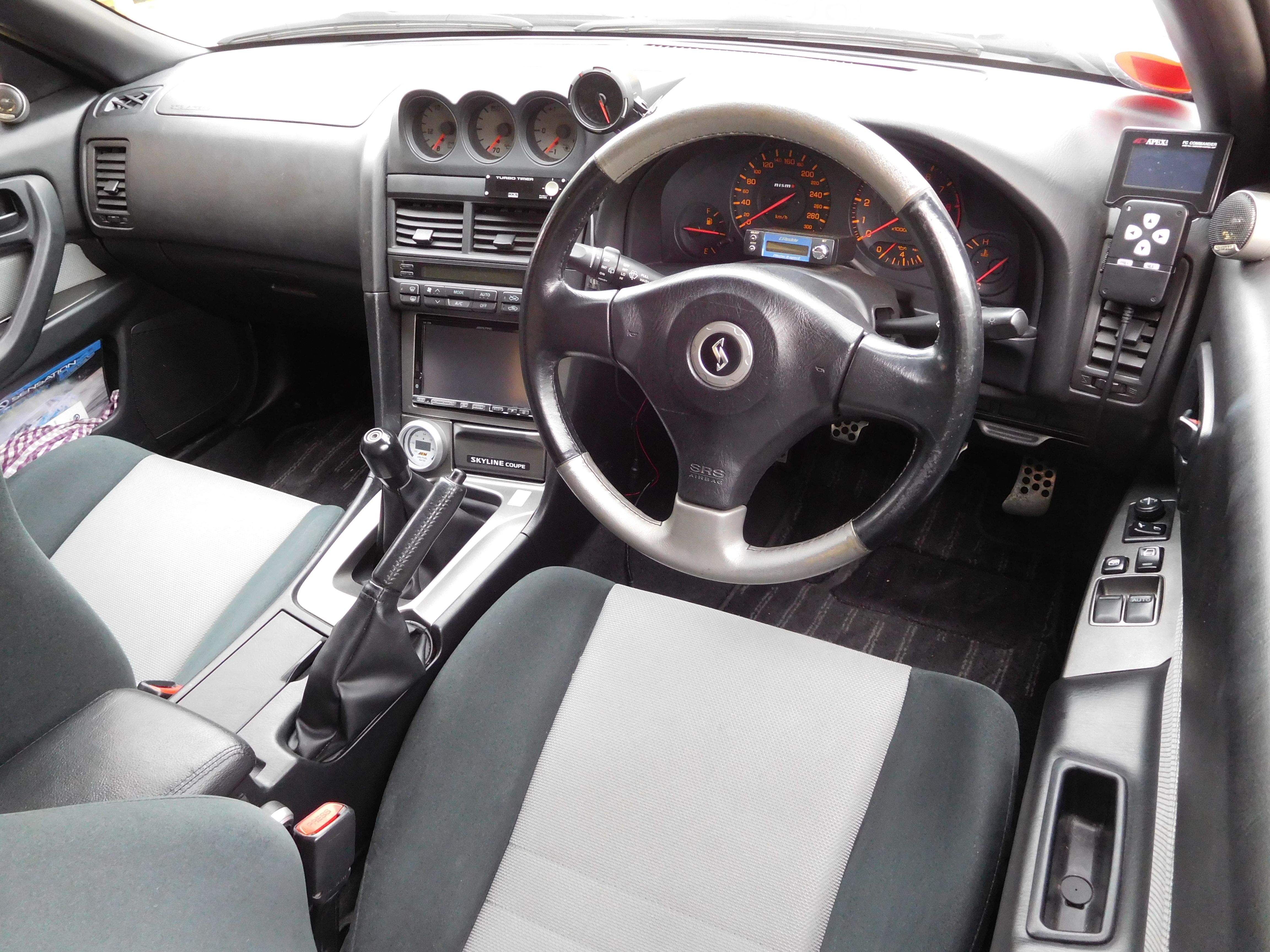
Nissan Skyline R34

10-те покоління Nissan Skyline було представлено в травні 1998 в кузовах HR/ER/ENR34 з великим акцентом на спортивність і відповідність новим екологічним нормам. У базовій моделі GT двигун RB20E був замінений на RB20DE, в останній раз використовувався на R32, але модернізований (NEO). R34GT з двигуном RB20DE NEO і 5-ступінчастою коробкою передач, став найкращим з паливної економічності серед 6-циліндрових СкайЛайн всіх поколінь. 5-ступінчаста автоматична трансмісія була виключена з цього покоління, натомість пропонувалася 4-ступінчаста tiptronic на всіх автоматичних версіях. Всього випущено 64623 автомобіля.
Моделі: 
- GT — 2,0 л RB20DE NEO I6, 155 к.с. (103 кВт)
- 25 GT, GT-X, GT-V- 2,5 л RB25DE NEO I6, 200 к.с. (142 кВт)
- GT-FOUR — 2,5 л RB25DE NEO I6, 200 к.с. (142 кВт) 4WD
- GT-T — 2,5 л RB25DET NEO turbo I6, 280 к.с. (206 кВт, 343 Нм)

#### GT-R

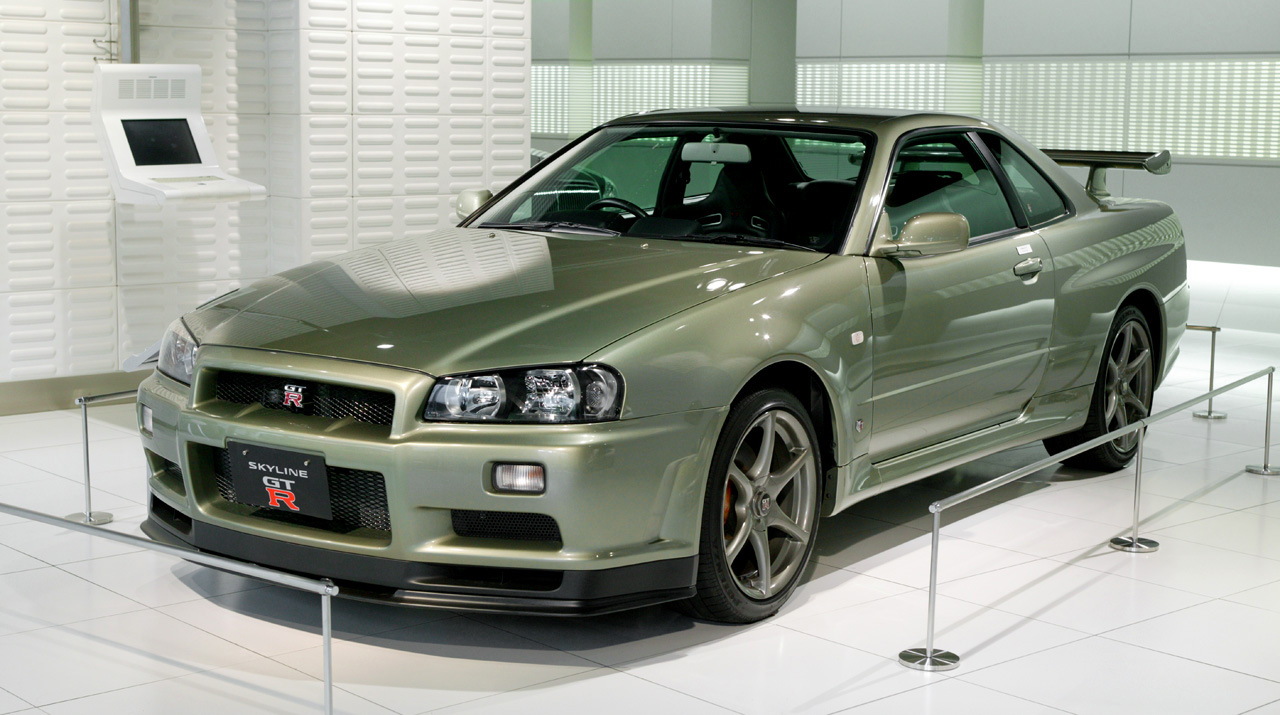
Nissan Skyline R34 GT-R Nür

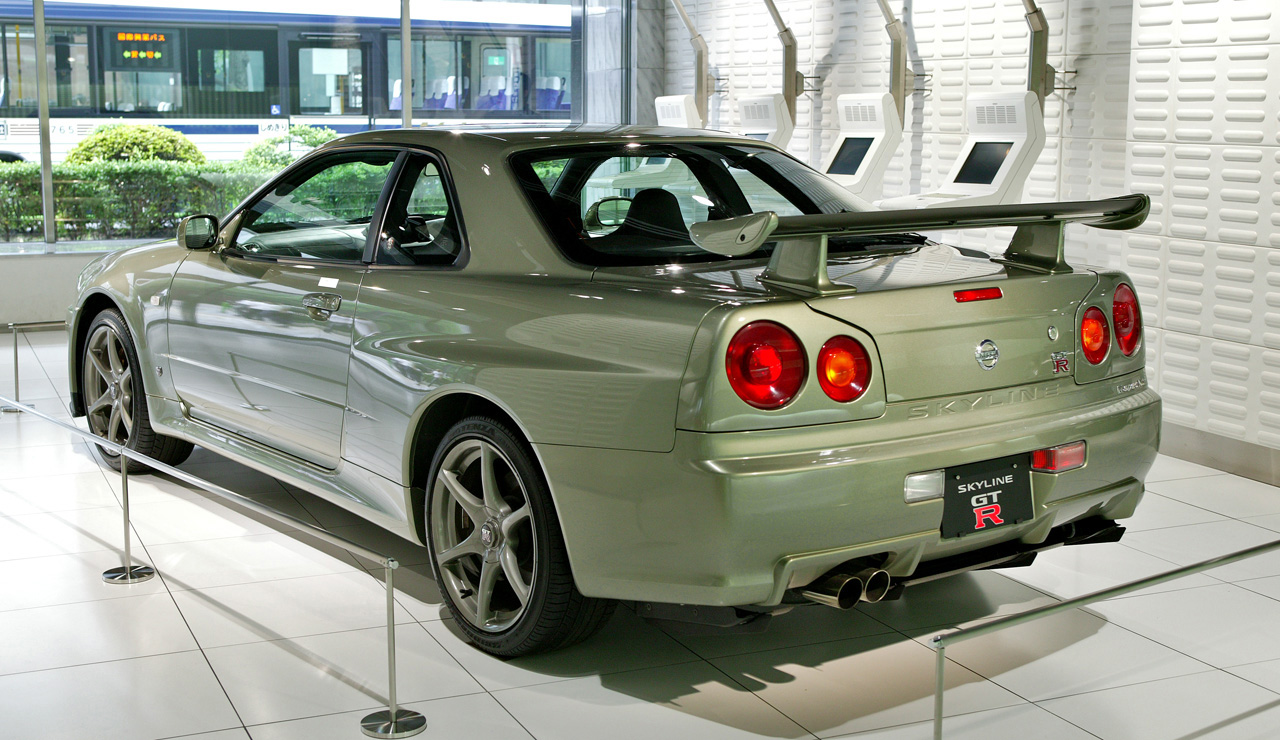
Nissan Skyline R34 GT-R Nür

Легендарний автомобіль знову з'явився в січні 1999 року зі зміненою ходовою частиною та іншими оновленнями. Нове покоління стало трохи коротшим від попереднього, і передня вісь стала ближче до переду. Кришка головки блоку циліндрів була пофарбована в червоний блискучий колір, замість чорного який наносився на кришки минулих поколінь. Були також удосконалені турбонаддуви. Спеціально для цього автомобіля була спроектована нова, посилена 6-ступенева механічна коробка передач GETRAG. На моделях V-spec з'явилися датчики температури інтеркулера. На R34 GT-R встановлювався 5,8" LCD дисплей, що дозволяє переглядати такі параметри, як тиск турбонаддуву, температуру масла і охолоджуючої рідини, а для V-spec, також графік поздовжніх і поперечних перевантажень
і час кола в кільцевих гонках. 
Також, як і покоління R33, нові моделі R34 GT-R V-spec оснащувалися ATTESA E-TS Pro system, але на стандартні GT-R системи «Pro» не встановлювалися. Версії V-spec отримали стійкішу підвіску і занижену посадку. Моделі V-spec також включали пластмасовий дифузор який розташовувався на капоті, (охолоджував нижню сторону двигуна), і карбоновий дифузор, розроблений щоб направляти під автомобіль гладкі потоки повітря.
Інша версія R34 GT-R іменувалася M-spec. Модель була схожа на V-spec, але мала більш м'яку підвіску і шкіряний салон.
Під час виробництва п'ятого покоління GT-R, Nissan став розробляти версію під назвою N1, яка також раніше випускалася в моделях R32 і R33, і технічно, була схожа з попередниками. На N1 не було: кондиціонера, заднього склоочисника і стерео систем. Всього було випущено лише 45 автомобілів, 12 з яких використовувалися підрозділом Nismo (Nissan Motorsport) для участі в гоночних чемпіонатах Super Taikyu. Більшість автомобілів які залишилися були продані гоночним командам і тюнінговим компаніям.
У серпні 2000 Nissan показав нову модель під назвою V-spec II. Автомобіль отримав досить манірну підвіску (більш манірну, ніж на оригінальному V-spec). На новій версії з'явився карбоновий капот, легше алюмінієвого, який раніше встановлювався на всіх GT-R. Ще одна відмінність V-spec II від оригіналу — це  темніший колір центральній консолі. Також, сидіння були зшиті з чорної тканини, а не сірої, яка раніше використовувалась на інших версіях R34 GT-R. 
У Лютому 2002 Nissan випустив останню модель серії R34 GT-R, названу Nür. Вона продавалася в 2-х версіях: Skyline GT-R V-spec II Nür і Skyline GT-R M-spec Nür. Назву Nür було дано на честь знаменитої гоночної траси Нюрбургрінг (Nürburgring) у Німеччині. Обидві версії були обладнані модернізованим двигуном RB26DETT на базі двигуна N1, який дозволяв автомобілю розвивати швидкість близько 300 км/год.
Моделі і опції: 
- GT-R — 2,6 л RB26DETTtwin-turbo I6, 332 к.с. (244 кВт , 392 Нм) (за паспортом 280 к.с.)
- GT-R V-Spec — Додаткові аеродинамічні частини, вентиляційні канали для гальм, аеродинамічний дифузор.
- GT-R V-Spec II — Те ж, що V-Spec + карбоновий капот з NACA duct каналами.
- GT-R N1 — двигун N1 з системою балансування «Blueprinted», немає кондиціонера, немає стерео системи, немає заднього склоочисника, базова оздоблення інтер'єру. (Вироблено 45.)
- GT-R M-Spec — Шкіряний салон, м'якша підвіска, з підігрівом сидіння.
- GT-R V-Spec II Nür — Теж саме, що V-Spec II + двигун N1, максимальна швидкість близько 300 км/год. (Вироблено 750.)
- GT-R M-Spec Nür — Теж саме, що M-Spec + двигун N1, максимальна швидкість близько 300 км/год. (Вироблено 250.)
- GT-R NISMO R-tune
- GT-R NISMO Z-tune — 2,8 л RB26DETT Z2twin-turbo I6, 510 к.с. (375 кВт, 550 Нм) Z1 з Z2 (вироблено 19.)

Виробничі показники:
Стандартні версії === 3,964 
 
V-Spec === 7,301 
 
Гоночні версії N1 === 45 
 
Усього === 11,310

#### GT-R (R35)

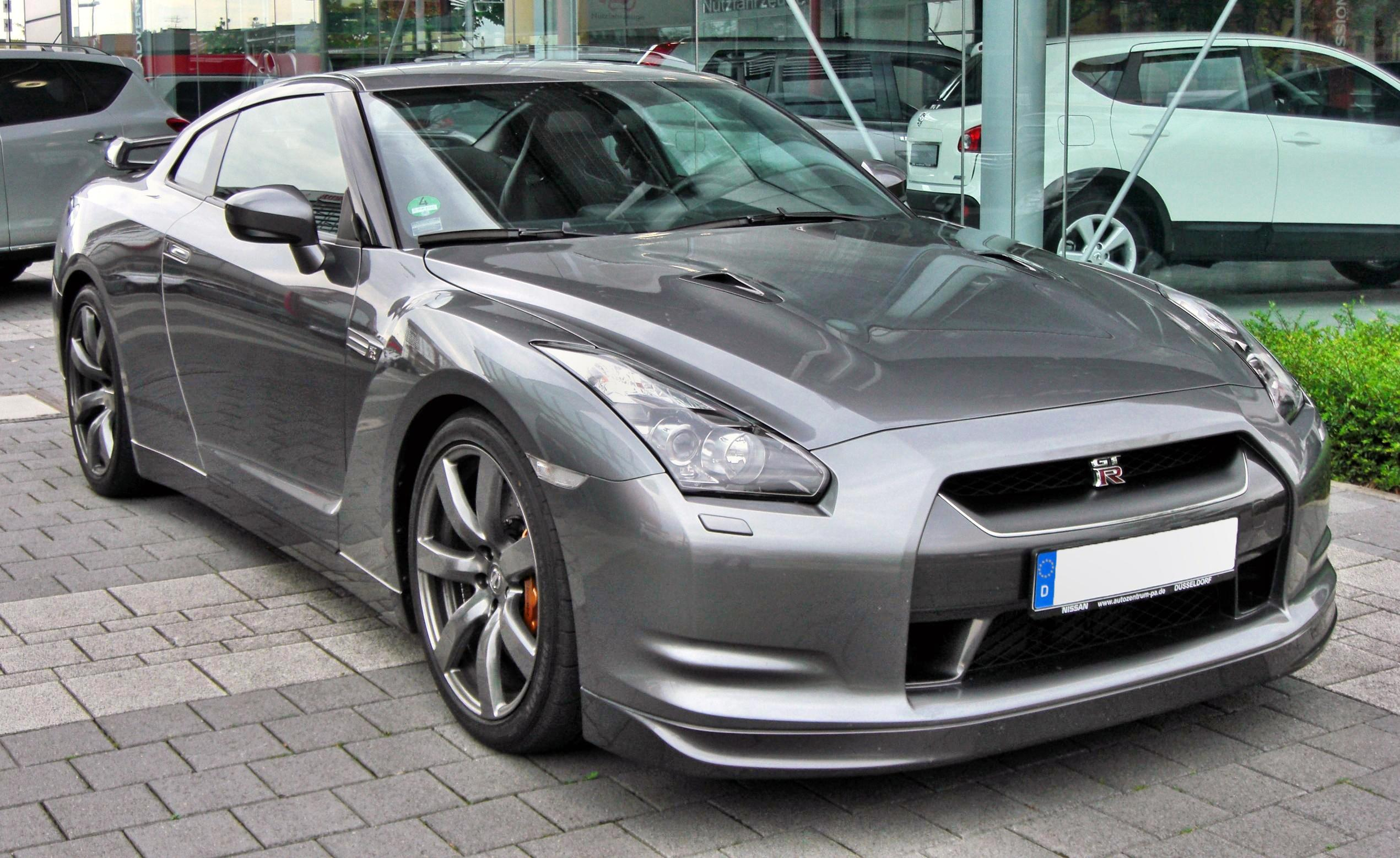
Nissan GT-R

Всім вже відомо, що починаючи з 2008 року, в продаж вийшов оновлений Nissan Skyline GT-R, що отримав назву Nissan GT-R. Компанія Nissan вирішила назвати свій Skyline просто GT-R, так як всі Nissan Skyline включаючи R34 були лише модифікацією Skyline, а тепер це зовсім інший автомобіль, який до речі програє R34-му за всіма показниками, і не має з ним нічого спільного. Nissan GT-R R35 обладнаний шести-циліндровим V-подібним двигуном VR38DETT, обсягом 3,8 літра, і двома турбокомпресорами. Потужність Nissan GT-R 480 к.с. при 6800 об/хв і крутний момент становить 588 Нм при 3200-5200 об/хв. Природно, Nissan GT-R обладнаний повнопривідною трансмісією з диференціалом який механічно блокується і 6-ти ступінчастою коробкою передач з подвійним зчепленням. Максимальна швидкість GT-R становить 310 км/год, це при тому що розгін 0-100 км/год всього за 3,5 секунди, а з включеною системою керування пуском всього 3,3 секунди.
Що стосується шин, то в стандартній комплектації Nissan GT-R йдуть шини Bridgestone RE070A: передні 255/40 R20 і задні 285/35 R20, диски з надлегкого алюмінієвого сплаву R20. Гальмівна система оснащена дисковими 15" гальмами Brembo з 6-поршневими супортами спереду і 4-поршневими позаду. Природно є системи ABS, Brake Assist, EBD. Підвіска у нового Nissan GT-R Bilstein DampTronic, незалежна, з режимами: Sport/Normal, Comfort і R mode.
Базова комплектація автомобіля включає в себе: легкосплавні диски, електропривідні сидіння і вікна, CD-плеєр, вікна з підігрівом, іммобілайзер і шкіряну оббивку сидінь. В опціональну комплектацію автомобіля може входити: передній і задній спойлер, задній двірник, MD-плеєр, регульований люк на даху і задні протитуманні ліхтарі. Цей автомобіль характеризується показниками витрати палива на рівні «вище середнього» - 10 л/100км. 
У 2010 році планується випуск Nissan GT-R V Spec (!), Який буде відрізняться трансмісією, підвіскою і дрібними доробками.

### V35

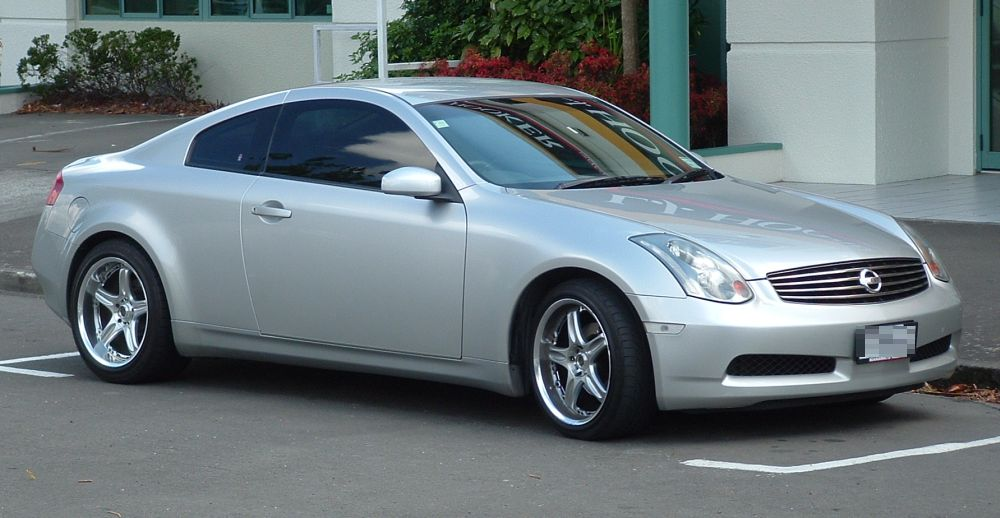
Nissan Skyline 350GT V35

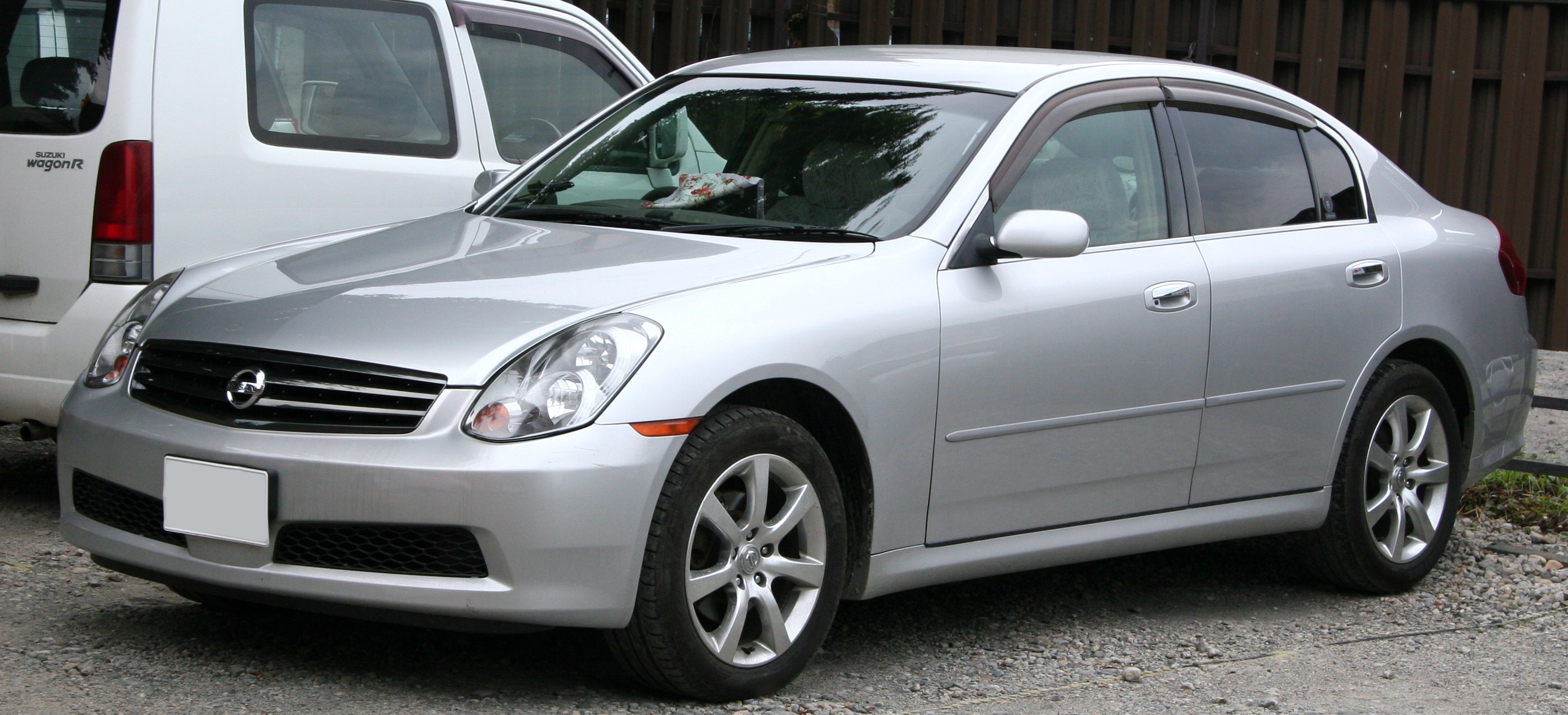
Nissan Skyline 250GT V35

Наступне покоління, V35, представлене в червні 2001 року, було першим, створеним після об'єднання Nissan та Renault. В основі нового Skyline лежала FM-платформа, як у Nissan 350Z. Зміни в порівнянні з попереднім поколінням були дуже суттєвими — на зміну рядним двигунам серії RB прийшли V-подібні VQ, жодна з модифікацій не мала турбонаддува, більше не випускалася версія GT-R. Всі купе були задньопривідним, для седана також була версія з повним приводом.
Японські тюнінгові компанії, такі як Mines, Amuse, Hosaka, Garage Defend, M Speed, Nagisa, MCR і HKS проігнорували цю модель, вважаючи за найкраще працювати з GT-R у версіях R32-R34.
V35 — перший Skyline який офіційно експортовано в США (під маркою Infiniti G35).
Моделі: 
- 250GT- 2,5 л VQ25DDV6, 215 к.с. (158 кВт, 270 Нм )
- 250GT Four- 2,5 л VQ25DDV6, 215 к.с. (158 кВт, 270 Нм) 4WD
- 300GT- 3,0 л VQ30DDV6, 260 к.с. (191 кВт, 324 Нм )
- 350GT-8- 3,5 л VQ35DEV6, 272 к.с. (200 кВт, 353 Нм)
- 350GT Coupe- 3,5 л VQ35DEV6, 280 к.с. (206 кВт, 363 Нм)

### V36

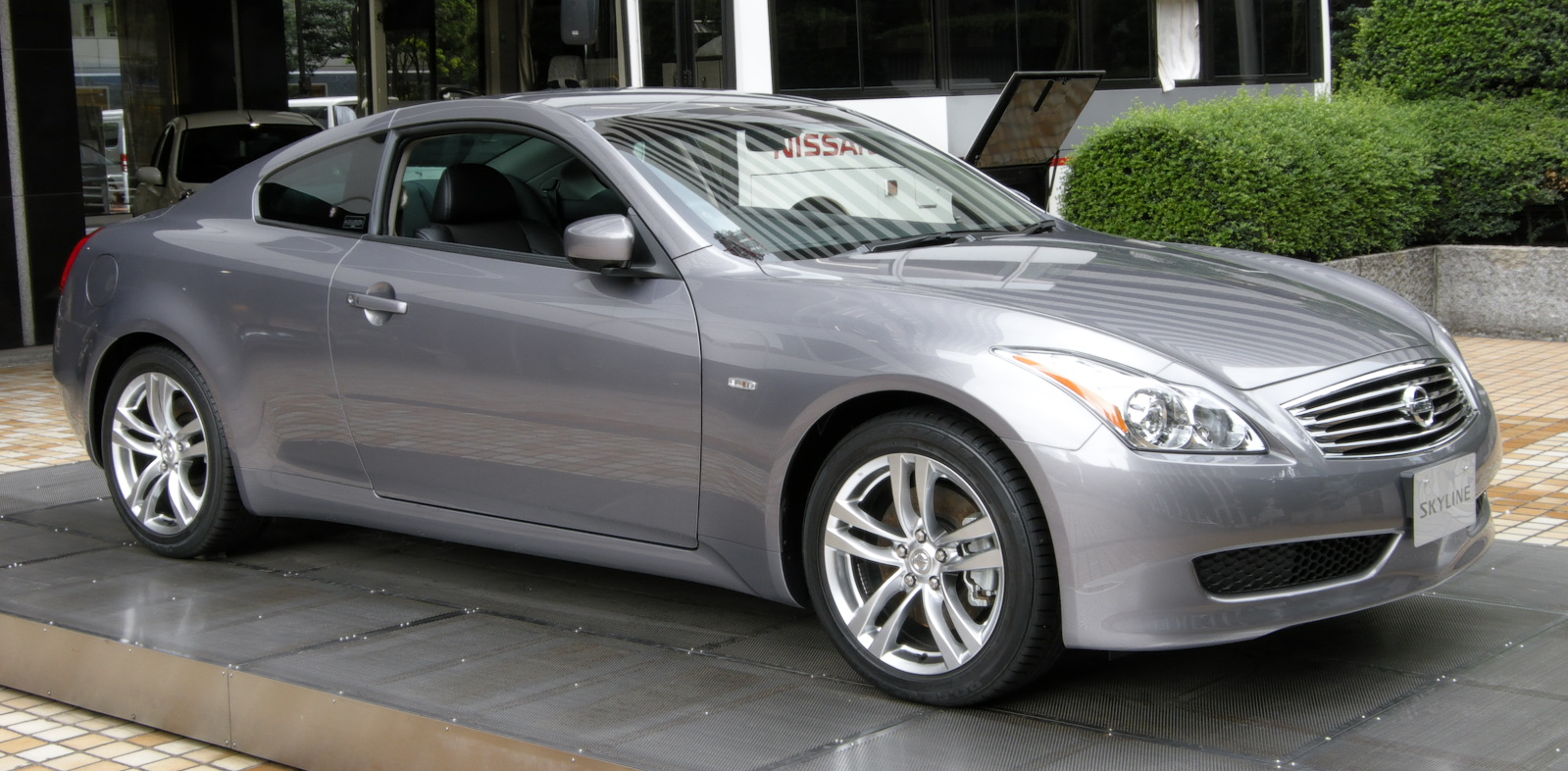
Nissan Skyline V36 купе

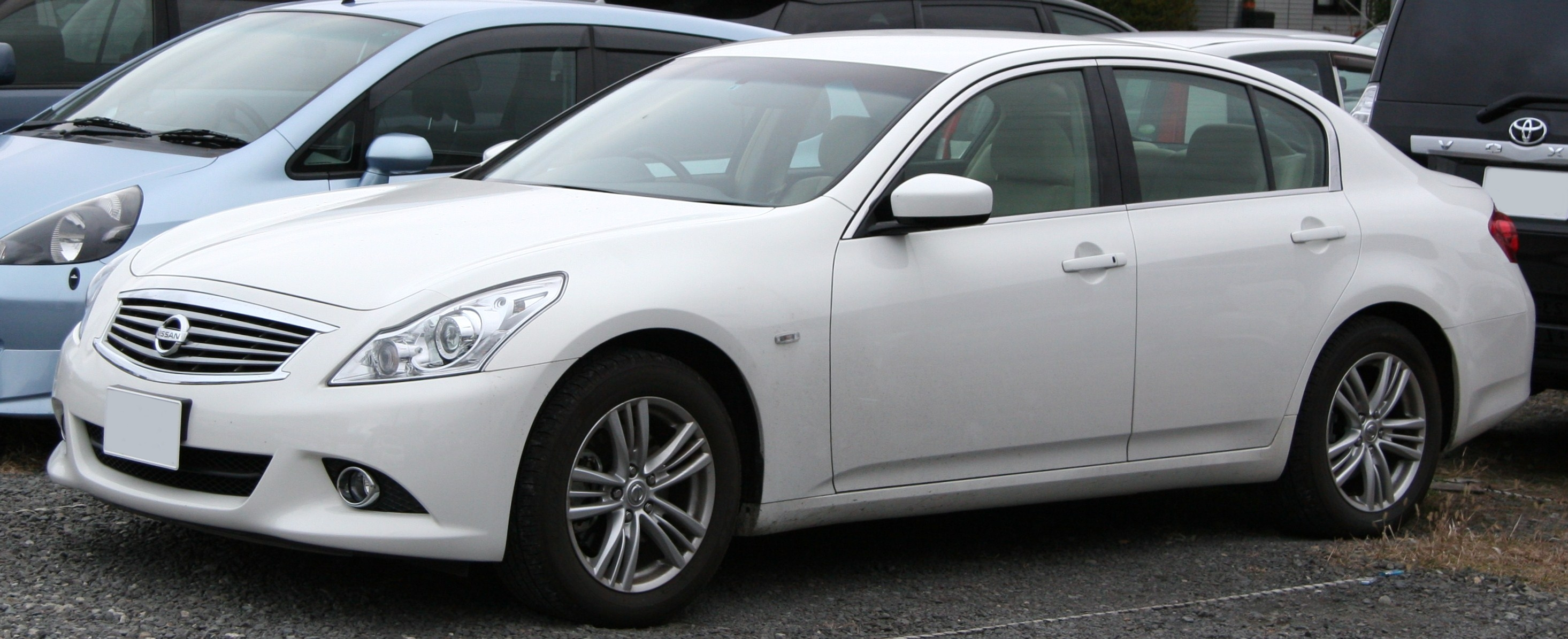
Nissan Skyline V36 седан

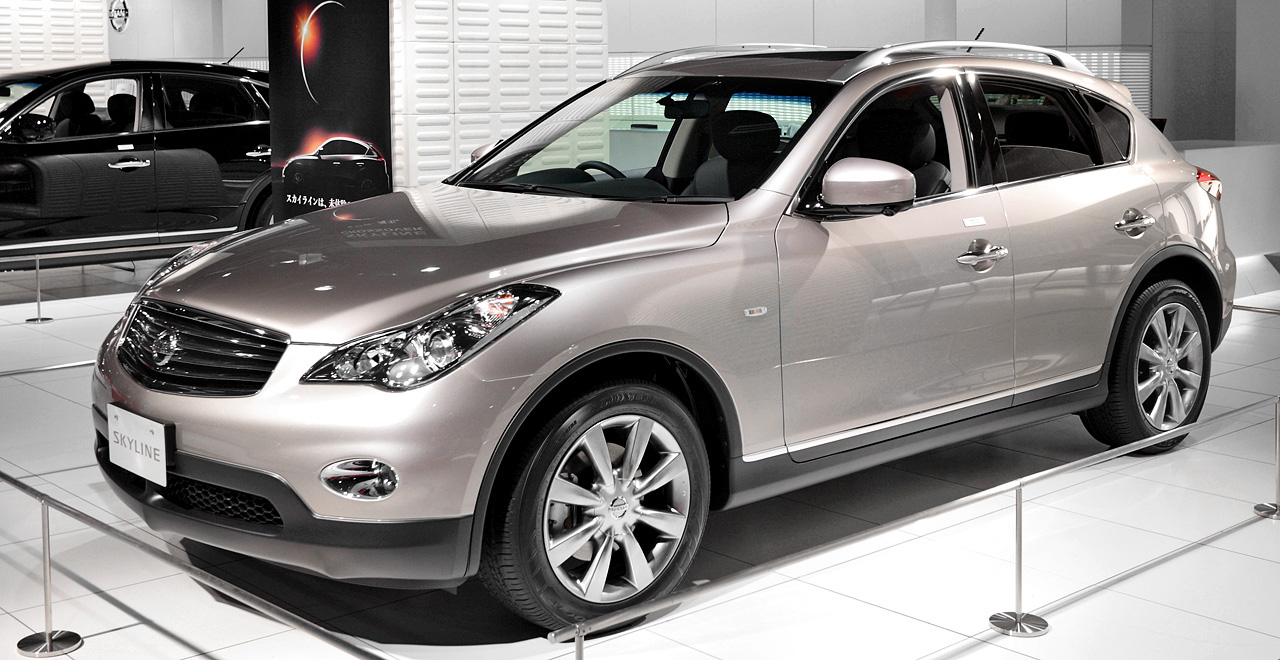
Nissan Skyline Crossover (J50)

Дванадцяте покоління Nissan Skyline було представлено в листопаді 2006 р. Спочатку оновлення торкнулося тільки седана, а купе випускалося в колишньому кузові V35. Нове купе з'явилося в липні 2007 р.
У США седан продається як Infiniti G35. Для седана пропонуються двигуни об'ємом 2,5 і 3,5 літра, для купе — 3,7 літра. Як і в попередньому поколінні, у седана є повнопривідна версія.
Моделі (седан):
Японія:
- 250GT — 2,5 л VQ25HR V6, 220 к.с. (165 кВт, 263 Нм)
- 250GT FOUR — 2,5 л VQ25HR V6, 220 к.с. (165 кВт, 263 Нм) 4WD
- 350GT — 3,5 л VQ35HR V6, 310 к.с. (232 кВт, 358 Нм)

США:
- G35 — 3,5 л V6, 306 к.с. (228 кВт)
- G35 Journey — 3,5 л V6, 306 к.с. (228 кВт)
- G35x AWD — 3,5 л V6, 306 к.с. (228 кВт) 4WD
- G35 Sport — 3,5 л V6, 306 к.с. (228 кВт)
- G35 Sport 6MT — 3,5 л V6, 306 к.с. (228 кВт)

Купе: 
- 3,7 л 330 к.с. (246 кВт, 366 Нм)

### V37

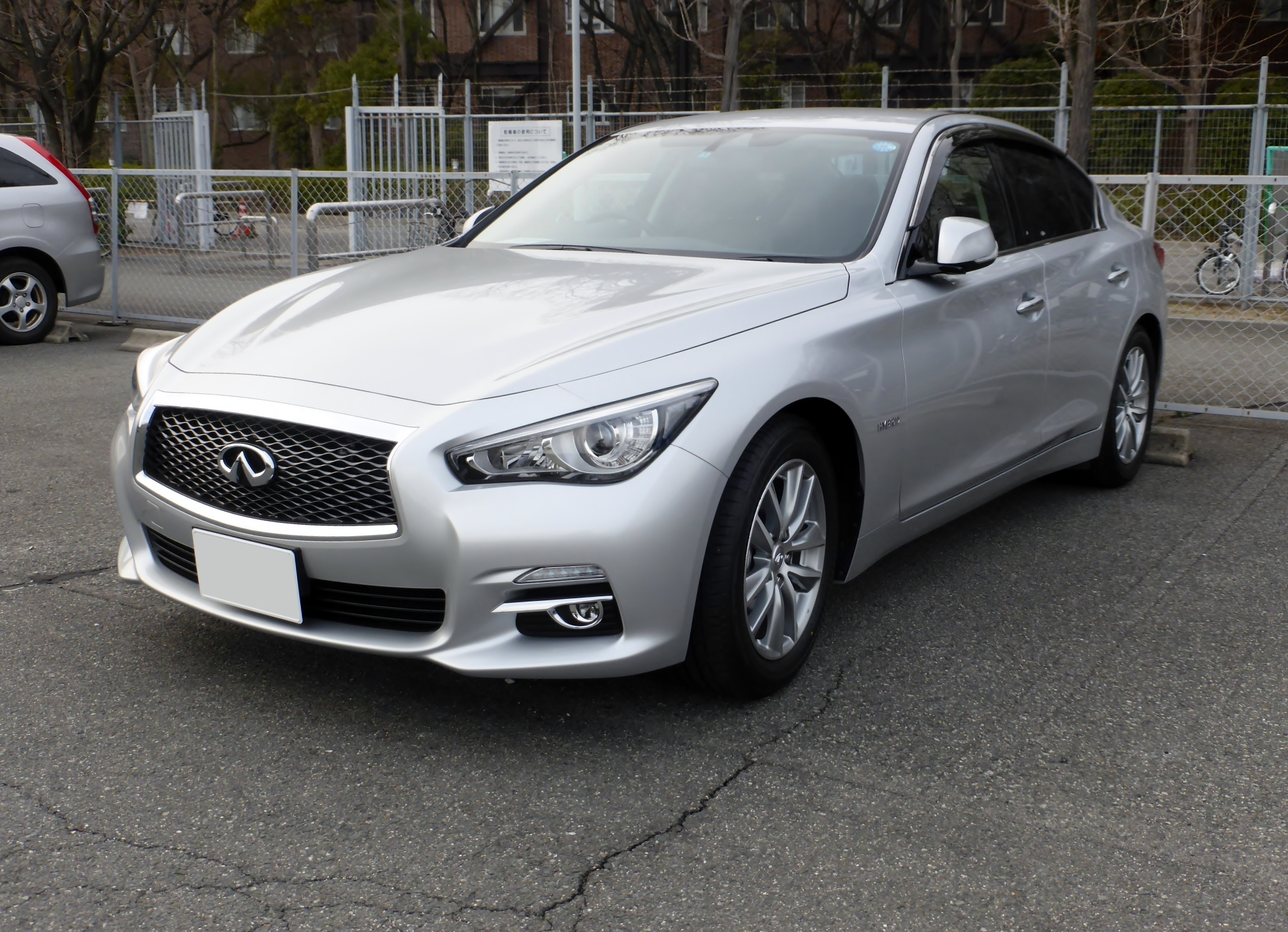
Nissan Skyline 350GT Hybrid (V37)

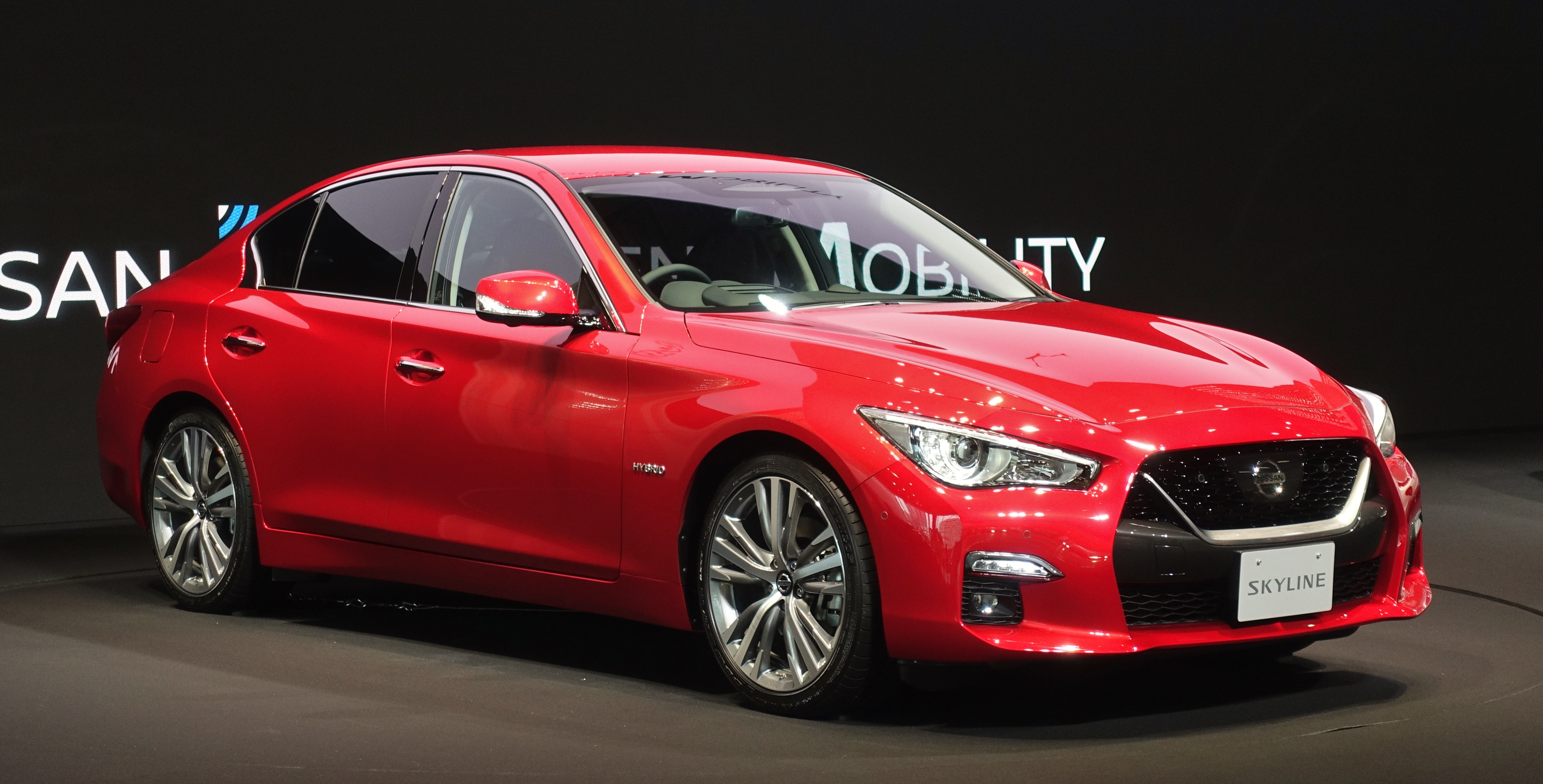
Nissan Skyline Hybrid GT (з 2019)

Nissan Skyline 13-го покоління (V37) дебютував як Infiniti Q50 15 січня 2013 року на автосалоні в Детройті. Автомобіль створений на переробленій платформі FR-L від попередника.
Принципові зміни зазнав не тільки кузов, але і силовий агрегат, вперше в історії моделі отримав гібридну схему. Що ж до платформи, то вона якраз і доопрацьована з урахуванням розміщення гібридної установки. Колісна база автомобіля залишилася колишньою - 2850 мм, але довжина і ширина збільшилися на 10 мм і 50 мм відповідно. Обсяг багажника гібрида, правда, зменшився з 510 до 400 л, але така, на жаль, поки доля більшості автомобілів. Разом з тим, продовжують випускатися і звичайні моделі: вже в травні в модельний ряд Skyline після довгої перерви повернулися дволітрові версії - з новим бензиновим турбомотором.

#### Двигуни
| Модель            | Код двигуна  | Об'єм     | Циліндри  | Потужність         | Крутний момент | 0–100 км/год | Vмакс.    | Витрати л/100 км |
| Бензинові         | Бензинові    | Бензинові | Бензинові | Бензинові          | Бензинові      | Бензинові    | Бензинові | Бензинові        |
| ----------------- | ------------ | --------- | --------- | ------------------ | -------------- | ------------ | --------- | ---------------- |
| 2.0t Р4 16V       | M274 DE20 AL | 1991 см³  | Р4        | 157 кВт (211 к.с.) | 350 Нм         | 7,3 с        | 245 км\г  | 9,3              |
| 3.0t V6 24V       | VR30DDTT     | 2997 см³  | V6        | 221 кВт (304 к.с.) | 400 Нм         |              |           |                  |
| 3.0t V6 24V       | VR30DDTT     | 2997 см³  | V6        | 298 кВт (405 к.с.) | 475 Нм         |              |           |                  |
| Гібридний         |              |           |           |                    |                |              |           |                  |
| 3.5 V6 24V hybrid | VQ35HR       | 3498 см³  | V6        | 268 кВт (364 к.с.) | 546 Нм         |              |           |                  |